# Toyota Camry
Toyota Camry ([ˈkæmri]; яп. トヨタ・カムリ Toyota Kamuri, укр. Тойота Кемрі) — легковий автомобіль компанії Тойота, що спочатку випускався в C-класі, а згодом в D-класі. Виробляється на заводах в Японії, США, Австралії, Росії та Китаї. У деяких країнах ця марка в ексклюзивному виконанні розглядається як клас «люкс».
Toyota Camry — один з найбільш продаваних легкових автомобілів у світі. З 1997 по 2007 рік, за винятком 2001 року, Camry була найбільш продаваним легковим автомобілем на ринку США. Проте в Європі Camry не користувалася попитом, і з 2004 її постачання на цей ринок припинені, з розрахунком на просування моделі Toyota Avensis.
Назва «Кемрі» походить від фонетичної транскрипції японською мовою сло́ва kanmuri (冠, かん むり), що означає «корона»; як й імена моделей Toyota Crown, Corolla та Corona.

## Toyota Camry V

### V10 (перше покоління, 1982—1986)

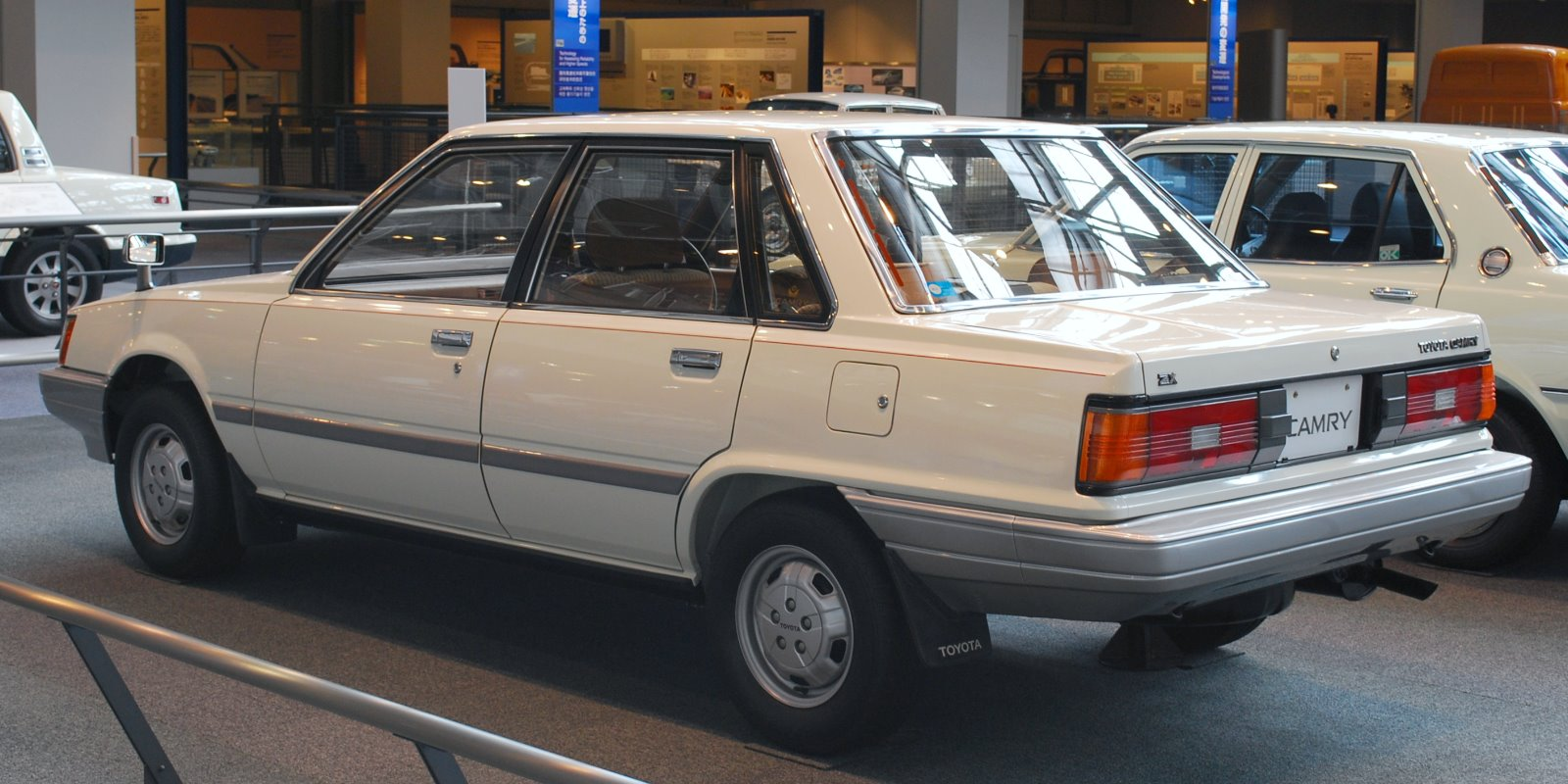
Toyota Camry 1 седан

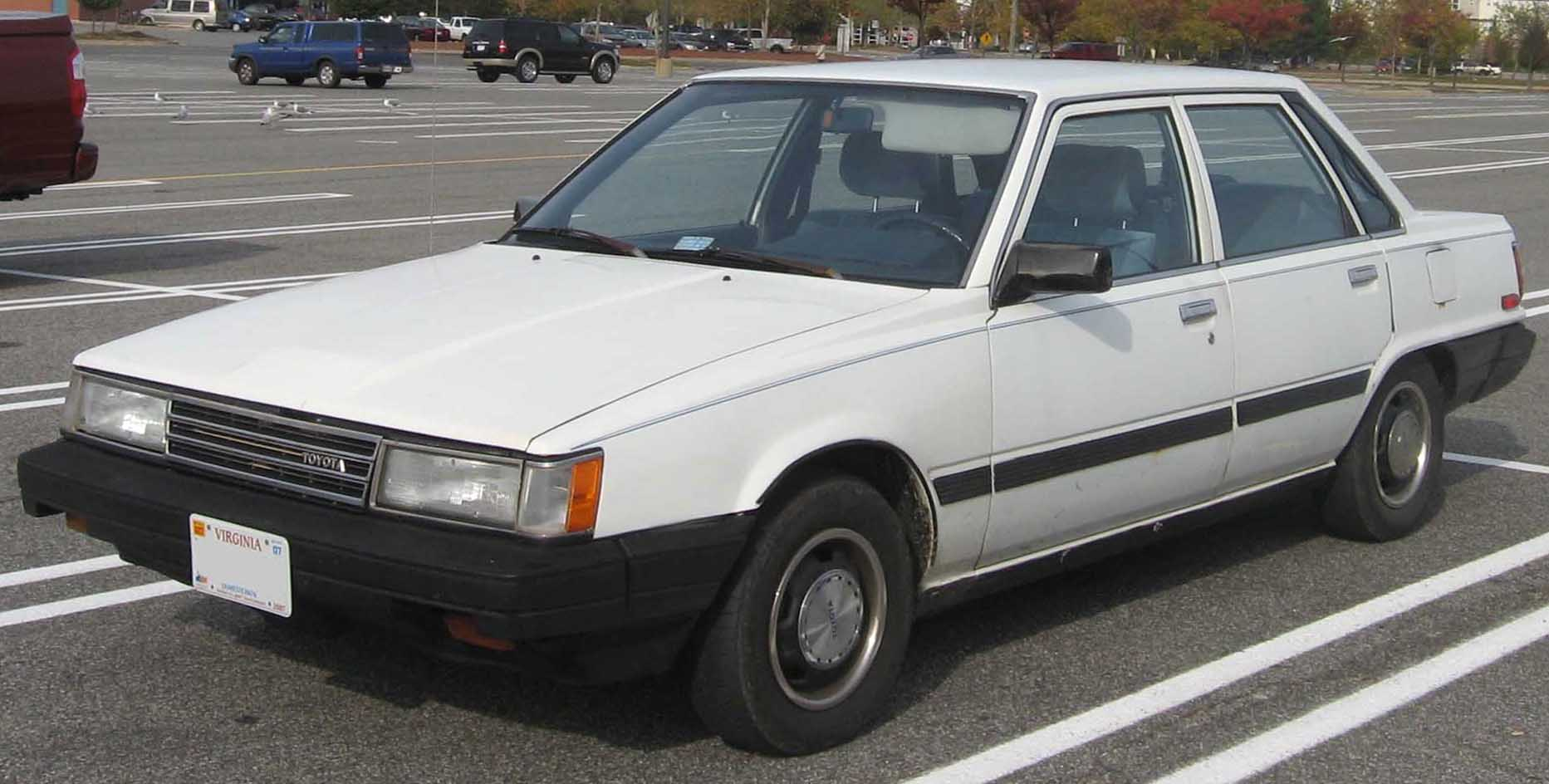
Toyota Camry 1 седан

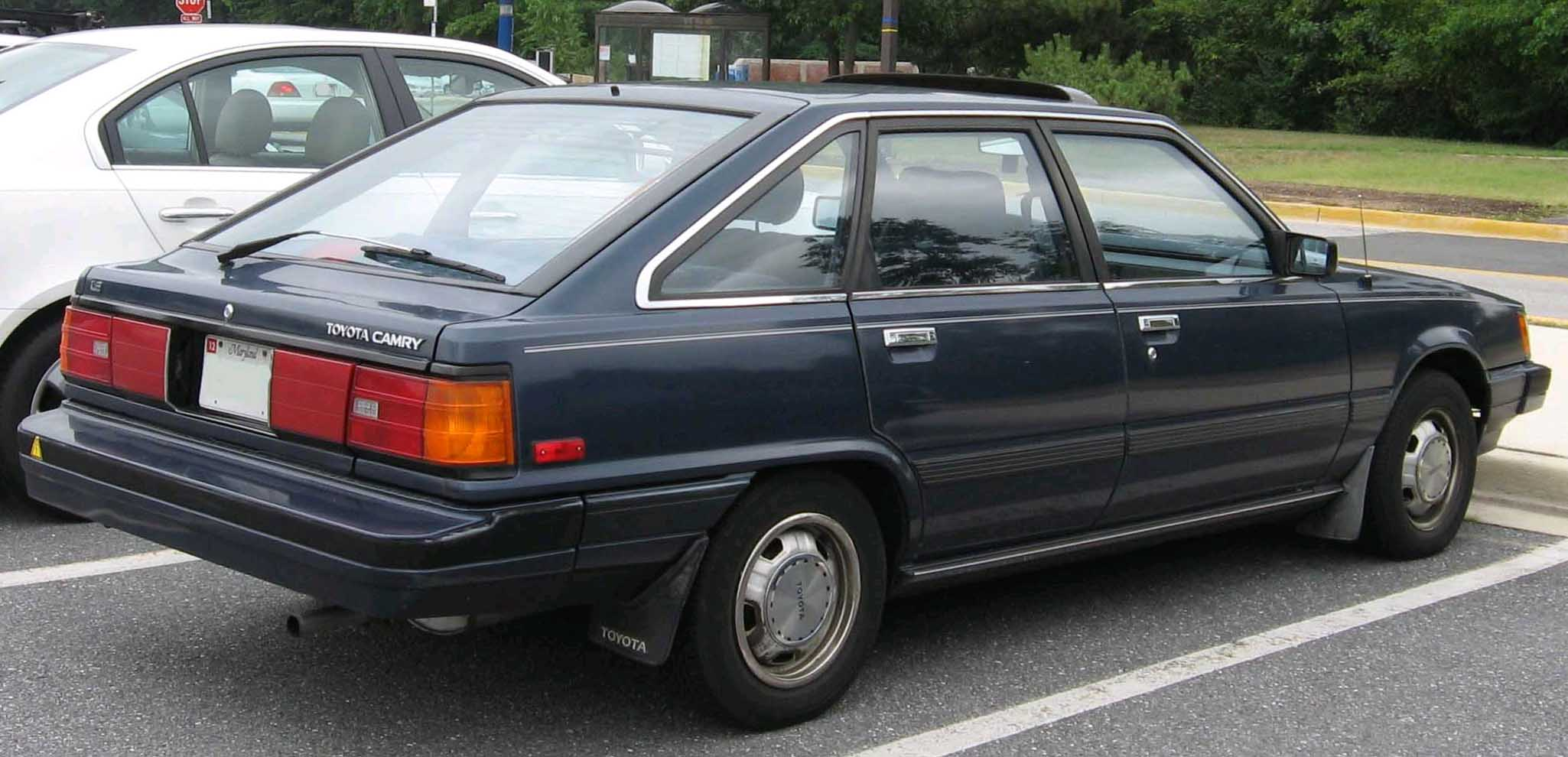
Toyota Camry 1 ліфтбек

Toyota Camry першого покоління (з індексом V10), яка на рідному ринку називалася Toyota Vista, побачила світ у 1982 році. Для Camry була розроблена нова передньопривідна платформа: довжина автомобіля становила 4440 мм, а його колісна база дорівнювала 2600 мм. З заводу в Toyota City сходили седани і ліфтбеки, що оснащувалися трьома бензиновими двигунами (об'ємом 1,8-2,0 л) і дволітровим турбодизелем. Агрегати поєднувалися з п'ятиступінчатою «механікою» або чотиридіапазонним «автоматом». Салон був доступний в бежевому і синьому кольорі. Виробництво закінчилося в 1986 році.

#### Двигуни
- 1.8 л I4 (1S-L,-LU)
- 1.8 л I4 (1S-iLU)
- 2.0 л I4 (2S-EL,-ELC,-ELU)
- 2.0 л I4 (3S-GELU)
- 1.8 л I4-T diesel (1C-TL,-TLC)
- 2.0 л I4-T diesel (2C-TL,-TLC)

### V20 (друге покоління, 1987—1991)

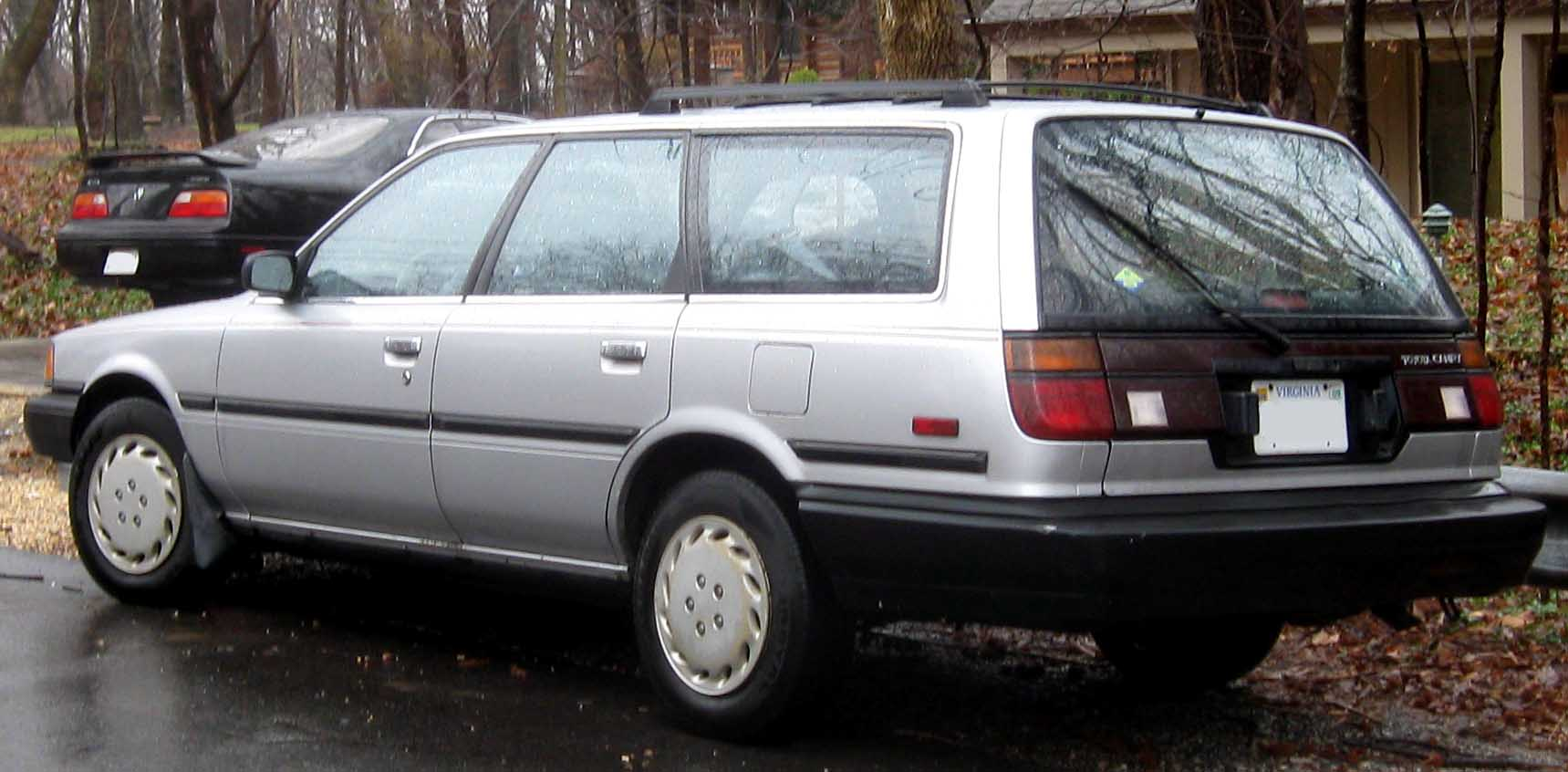
Toyota Camry Wagon

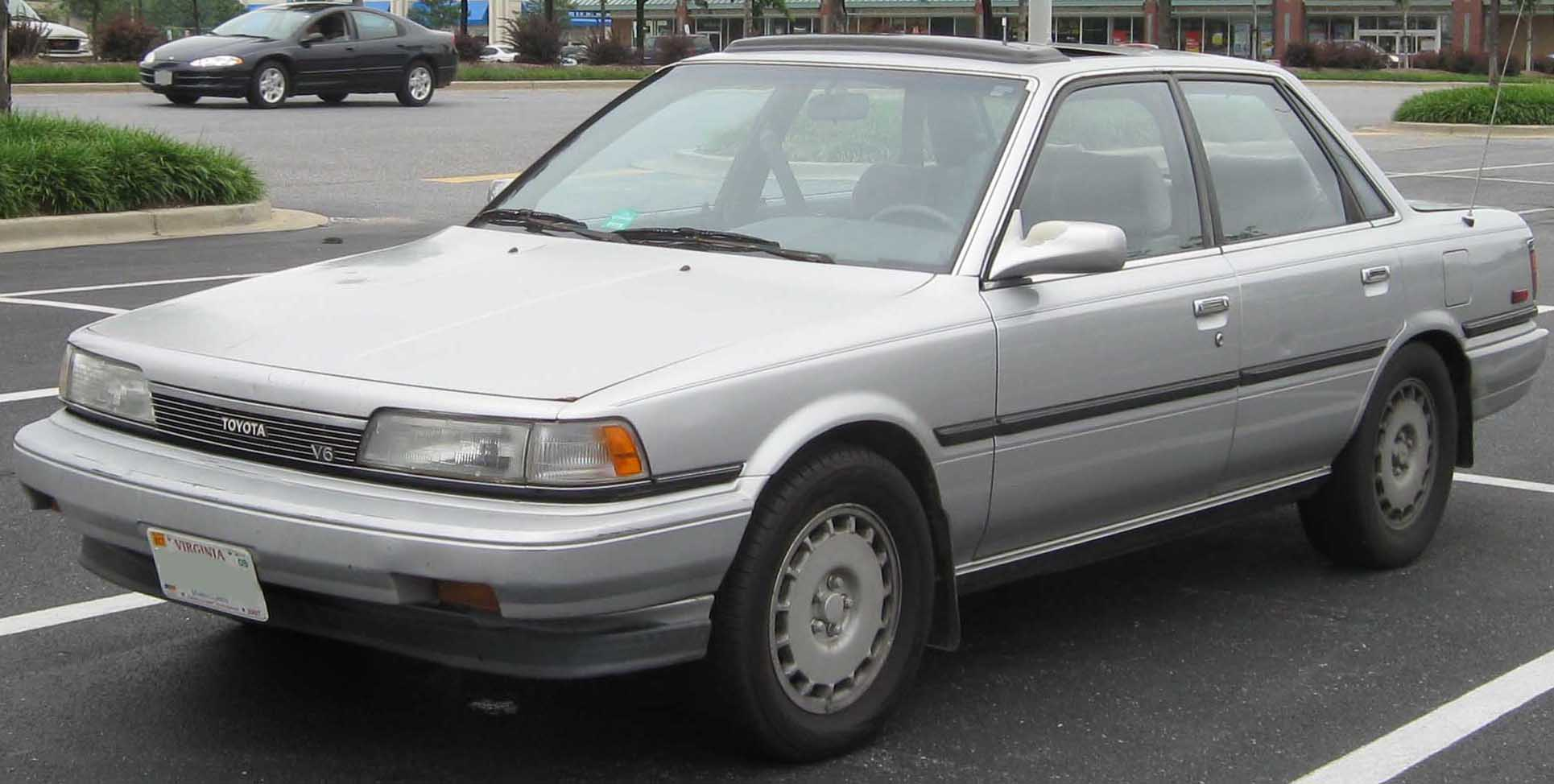
Toyota Camry 2 седан

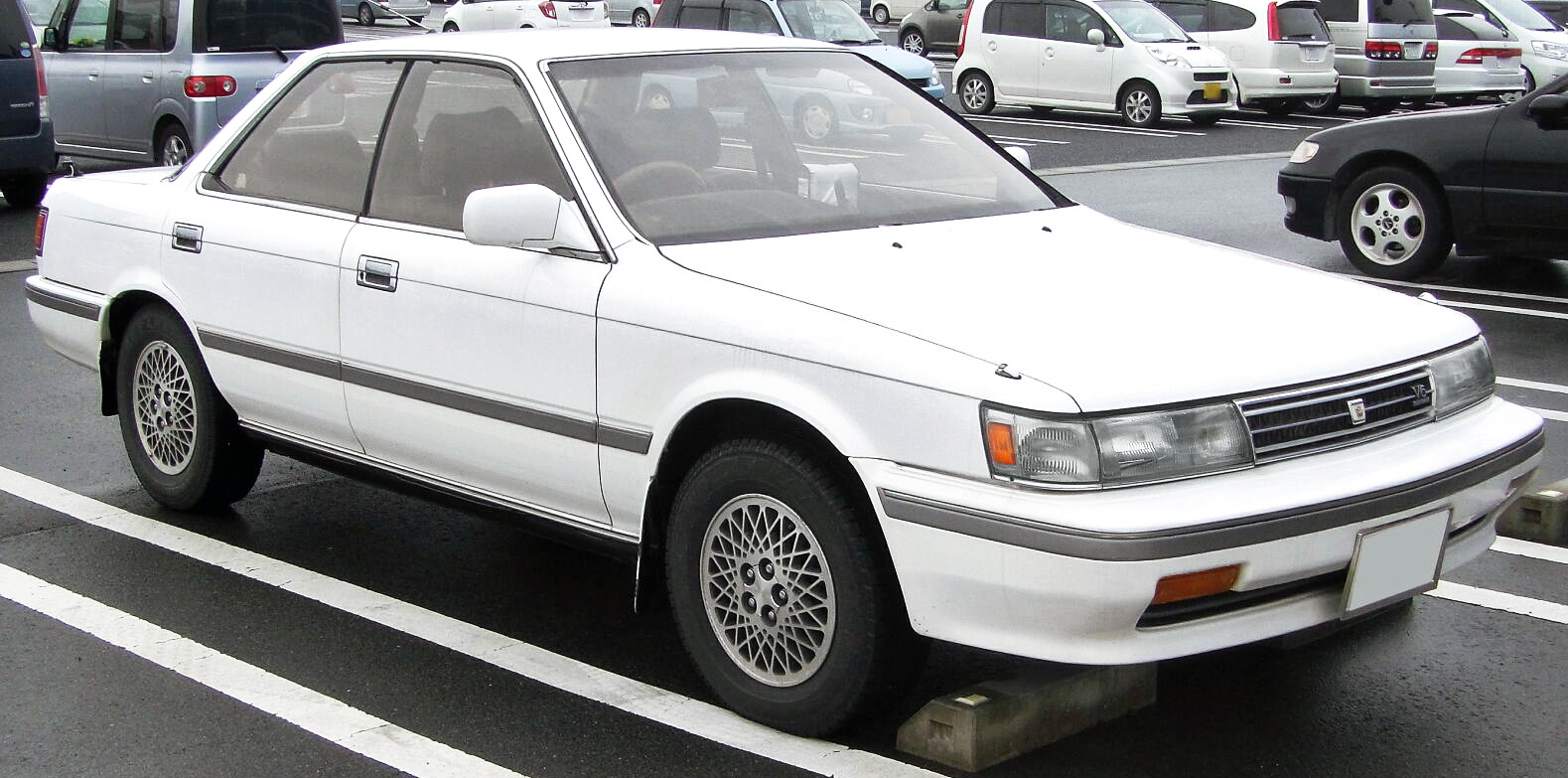
Toyota Camry Prominent

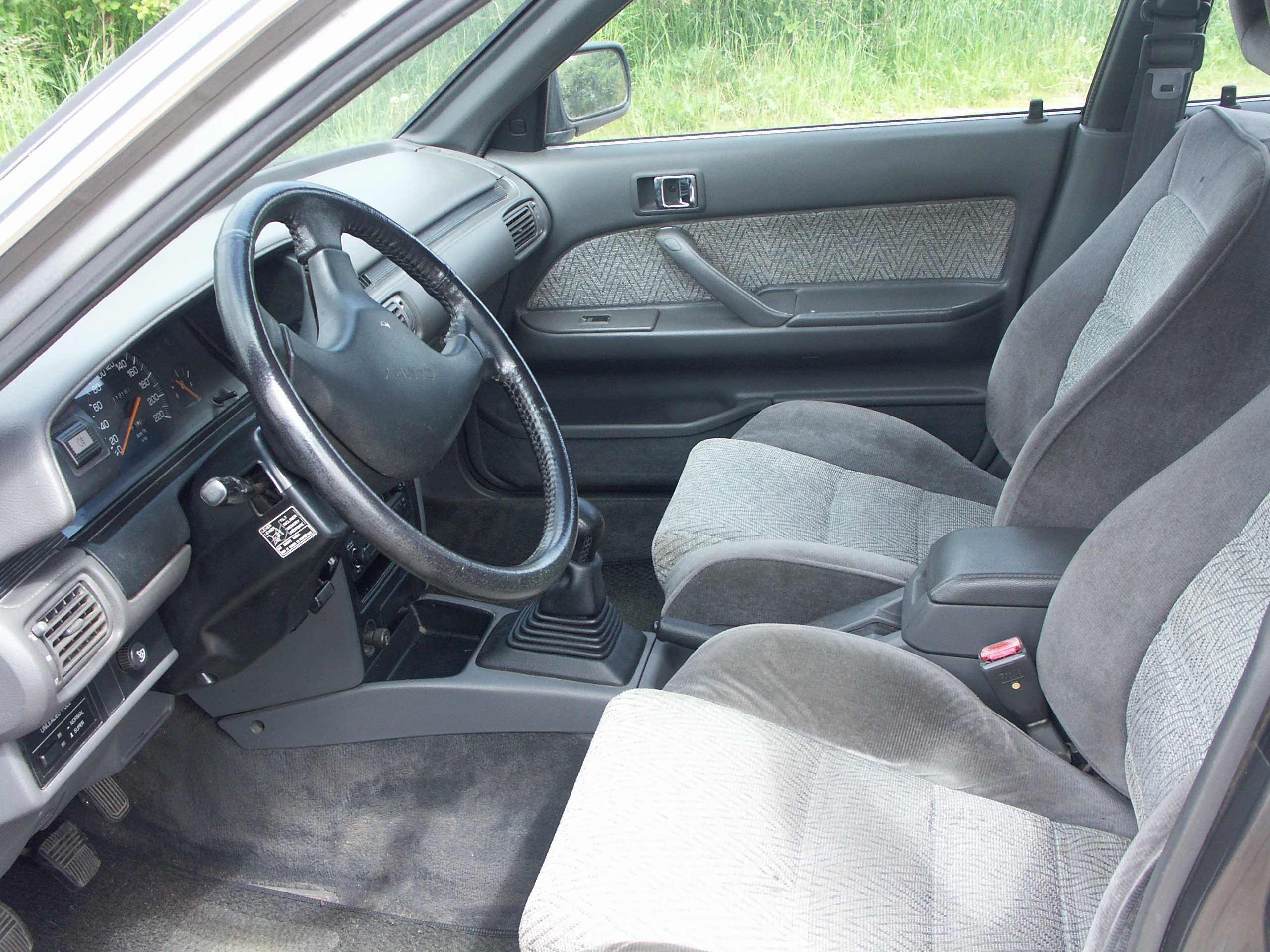
Салон Toyota Vista V20

Машини другого покоління, що з'явилися на світ в 1987 році, випускалися вже не тільки в Японії (Vista), але і в США (Camry) і Австралії (під ім'ям Holden Apollo). Платформа залишилася колишньою, але довжина збільшилася до 4520 мм, а маса зросла на 195 кг (до 1240). Лінійка моторів скоротилася до трьох бензинових двигунів — «четвірки» 1.8 та 2.0 і «шістка» обсягом 2,5 л при потужності від 86 до 160 к.с. Залежно від ринку і силового агрегату седани та універсали могли бути і повноприводними (тільки з V6 2.5), оснащувалися чотирма варіантами п'ятишвидкісної «механіки» і трьома версіями чотириступінчатого «автомата». У Японії випуск Camry з індексом V20 припинився у 1990 році, а в США і Австралії — в 1991-му і 1993-му відповідно.
Типів кузова було три: хардтоп (вікна без рамок), седан і універсал.

#### Двигуни
- 1.8 л I4 (1S-i)
- 1.8 л I4 (4S-Fi)
- 2.0 л I4 (3S-FC)
- 2.0 л I4 (3S-FE)
- 2.0 л I4 (3S-GE)
- 2.0 л V6 (1VZ-FE)
- 2.5 л V6 (2VZ-FE)
- 2.0 л I4-T diesel (2C-T)

### Автомобілі, що випускалися тільки для японського ринку

#### V30 (1990—1994)

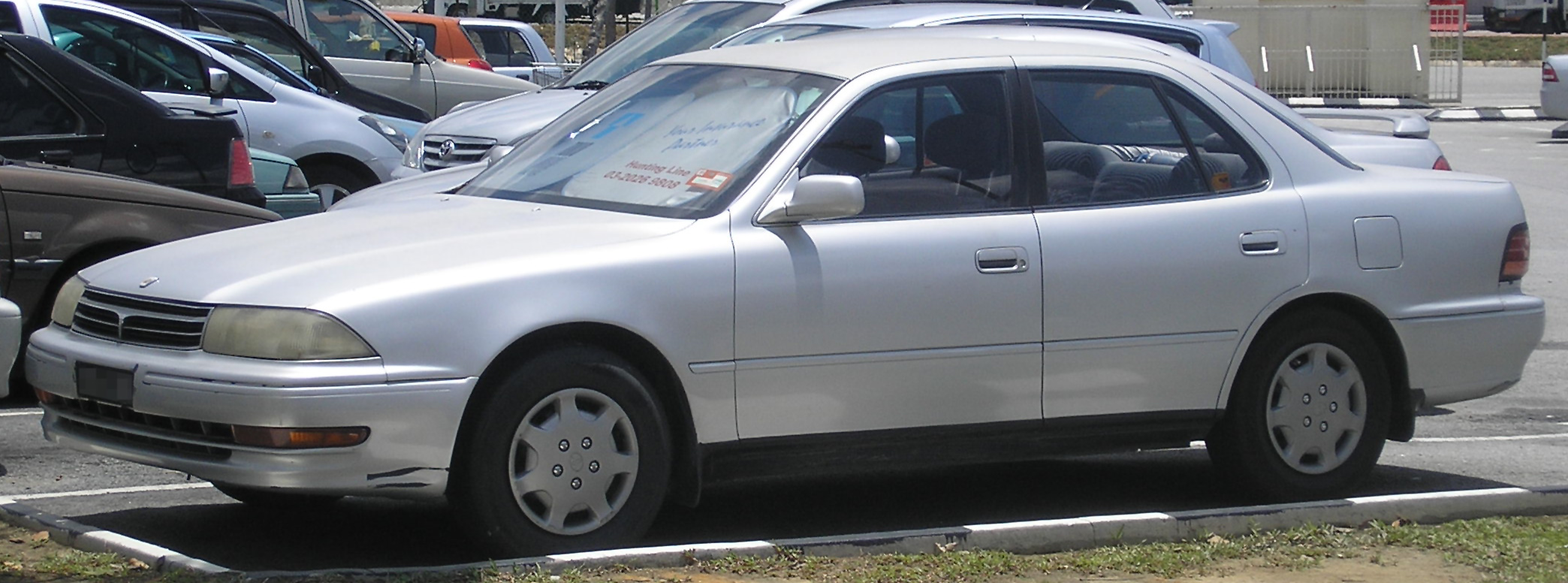
Toyota Camry V30

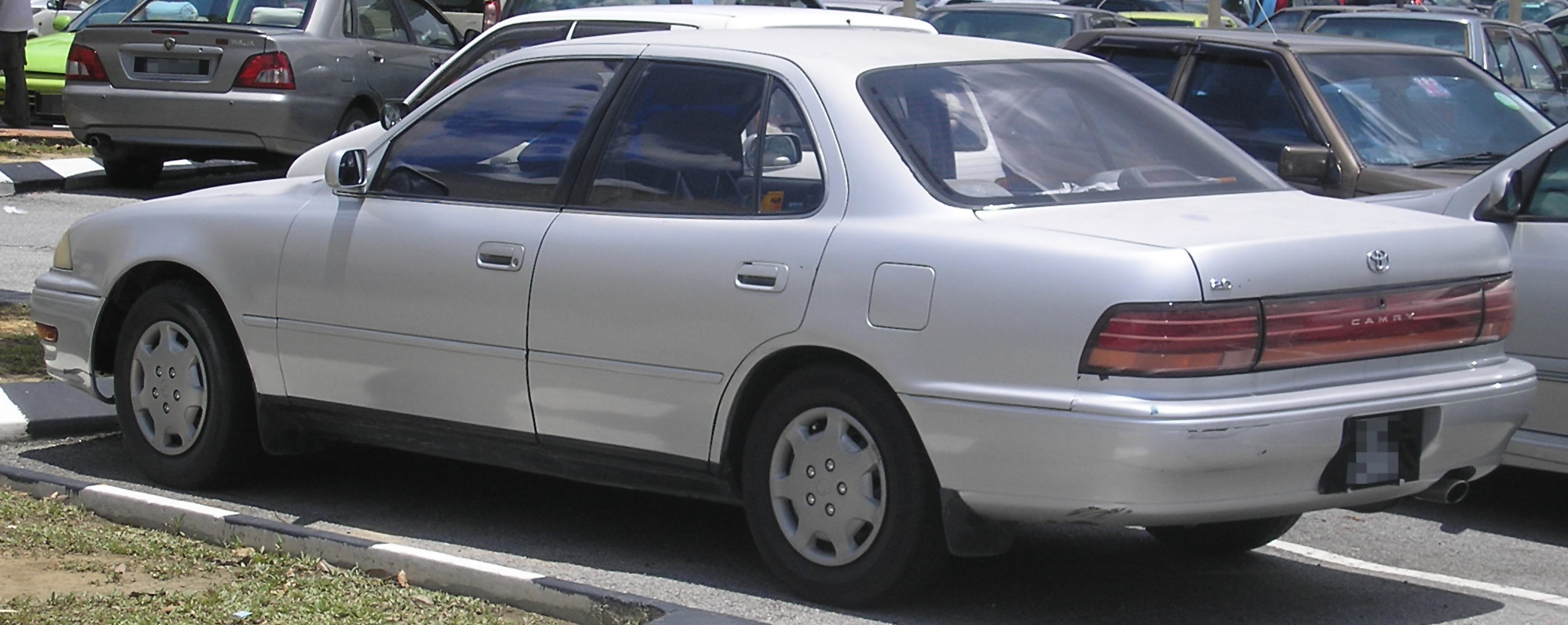
Toyota Camry V30

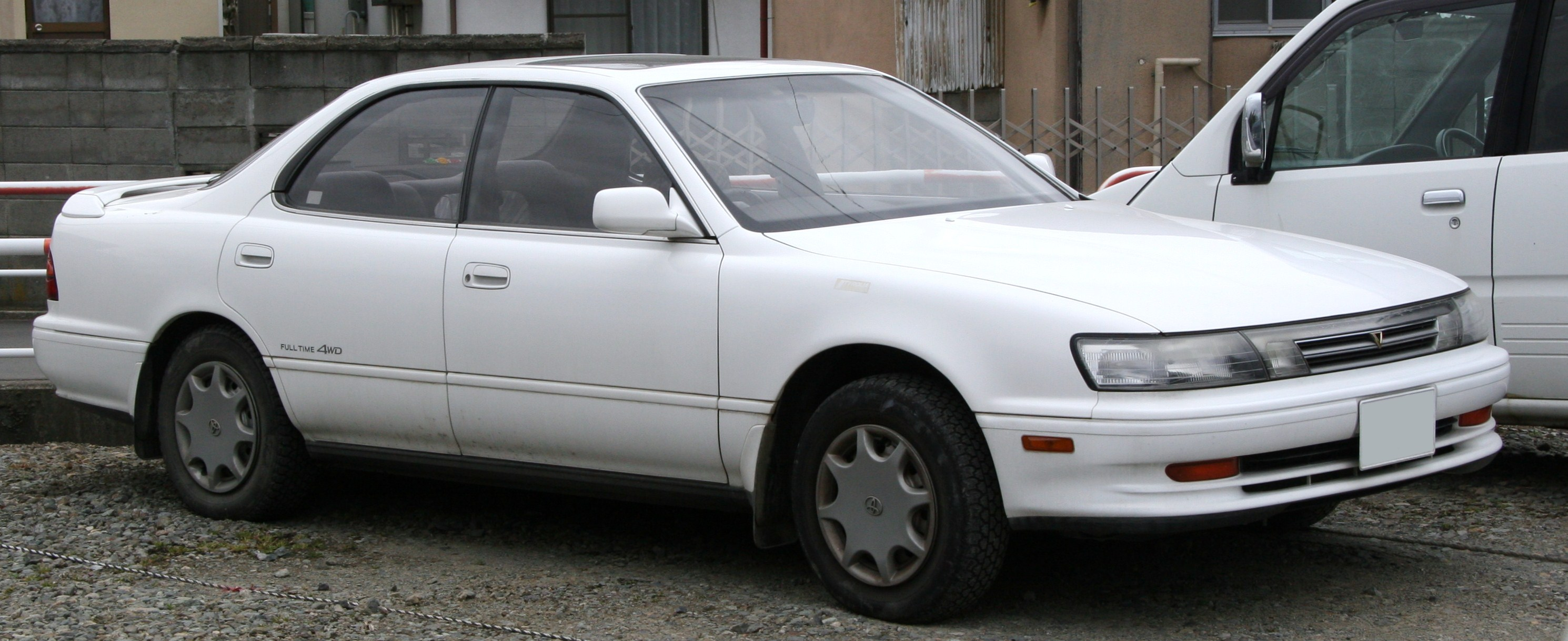
Toyota Vista V30 Hardtop

V30 випускався з червня 1990 по серпень 1994 року в кузовах седан і хардтоп (Camry Prominent). На тій же платформі, але з невеликими змінами в оформленні передньої і задньої частин кузова випускалася під назвою Toyota Vista. Існували модифікації з переднім (#v30/32/33), а також з повним приводом 4WD FullTime (#v35). У лінійці двигунів був досить широкий вибір: дизельні 2C-T (2.0), а також бензинові рядні 4S-FE (1.8), 3S-FE (2.0), 3S-GE (2.0) і V-подібні 1VZ-FE (2.0), 4VZ-FE (2.5).
Оснащувалися механічними та автоматичними КПП. Модифікація #v33 оснащувалася системою 4WS (4 Wheel Steering). Деякі модифікації також могли комплектуватися електронно-керовано. підвіскою TEMS (Toyota Electronic Modulated Suspension).
Крім цього, можна було доповнювати автомобілі опціями з великого списку, в який так само входили: система ультразвукового очищення бічних дзеркал заднього виду, передні і задні паркувальні радари, система безключового доступу, ABS і багато іншого.
У цьому поколінні передні динаміки перенесені з торпеди в кишені передніх дверей
У 1992 році був проведений рестайлінг автомобіля.

##### Двигуни
- 1.8 л I4 (4S-FE)
- 2.0 л I4 (3S-FE)
- 2.0 л I4 (3S-GE)
- 2.0 л V6 (1VZ-FE)
- 2.5 л V6 (4VZ-FE)
- 2.0 л I4-T diesel (2C-T)

#### V40 (1994—1998)

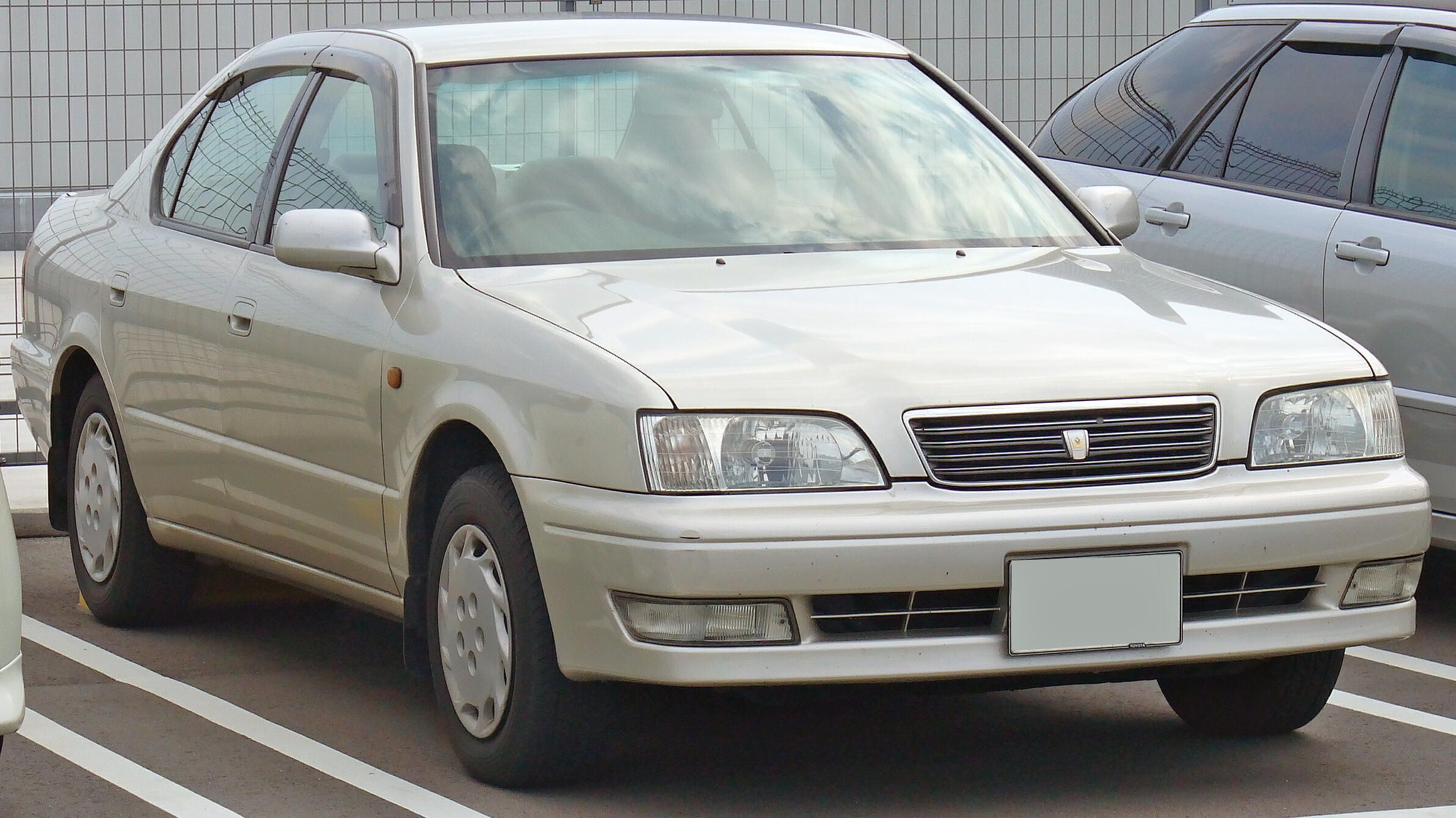
Toyota Camry V40

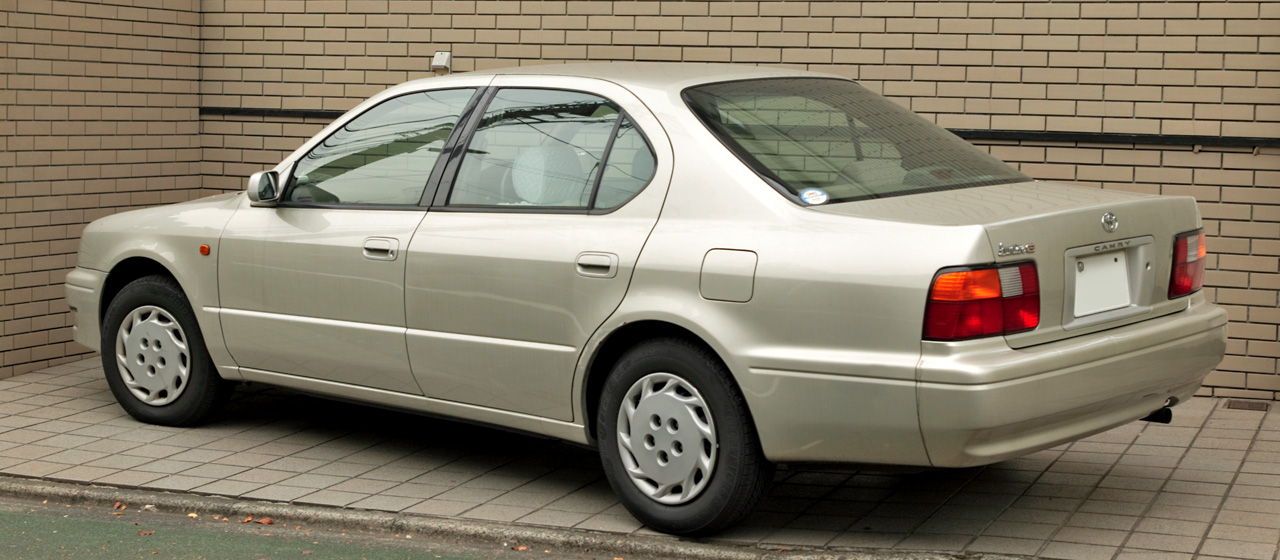
Toyota Camry V40

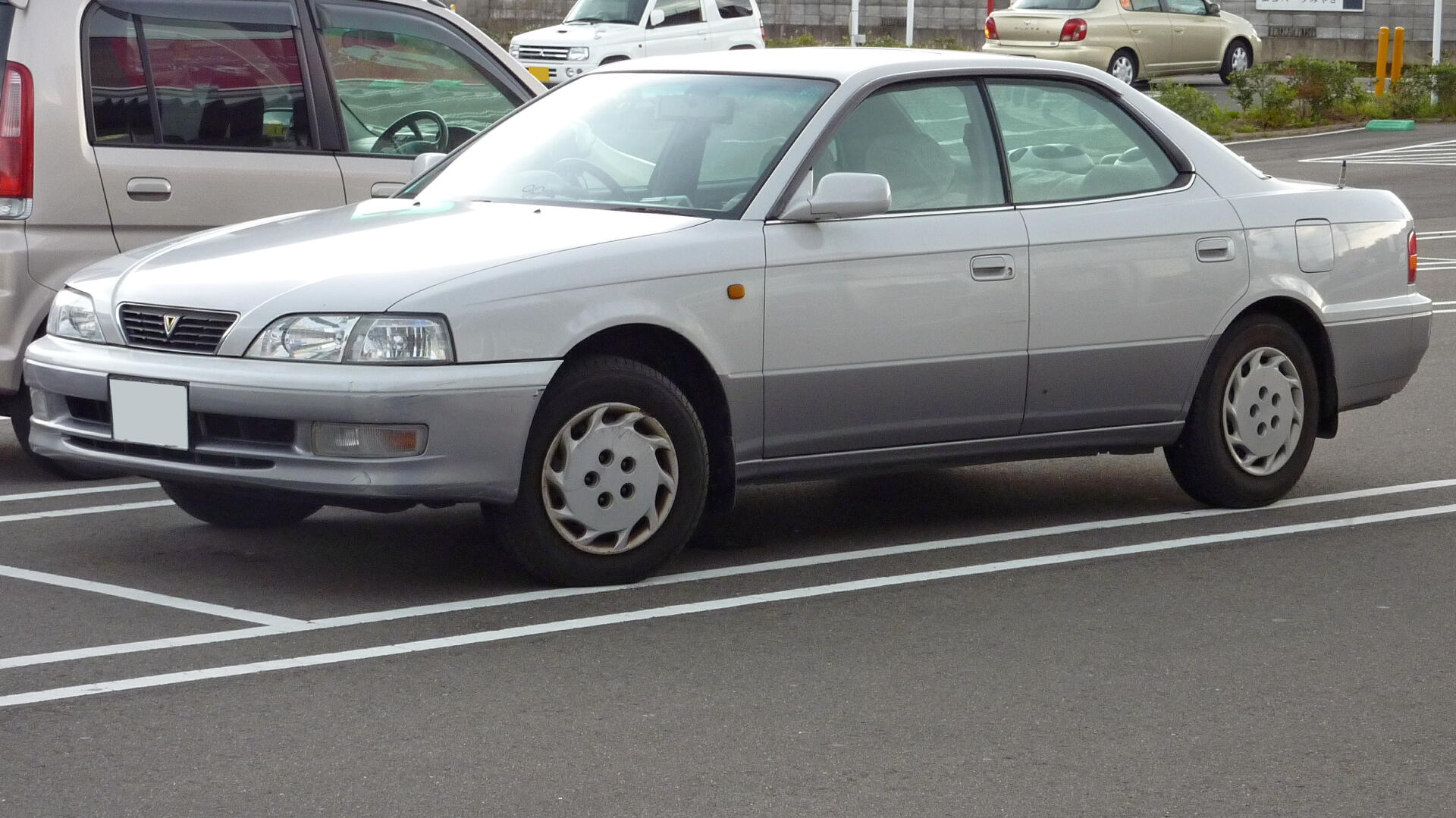
Toyota Vista V40 Hardtop

Також випускалася для тільки внутрішнього японського ринку з червня 1994 по червень 1998 року.
Випускалася в кузові: SV-40; SV-41; SV-42; SV-43.
На моделі в кузові SV-40 встановлювалися 1.8 літрові 4S-FE, в SV-41 встановлювалися 2.0 літрові 3S-FE бензинові двигуни.
Моделі в кузові SV-42 оснащувалися системою 4WS (4 Wheel Steering), в кузові SV-43 оснащувалися МКПП і АКПП з постійним повним приводом (4WD FullTime).

##### Двигуни
- 1.8 л I4 4S-FE
- 2.0 л I4 3S-FE
- 2.2 л I4-T diesel 3C-T

## Toyota Camry XV

### XV10 (третє покоління, 1991—1996)

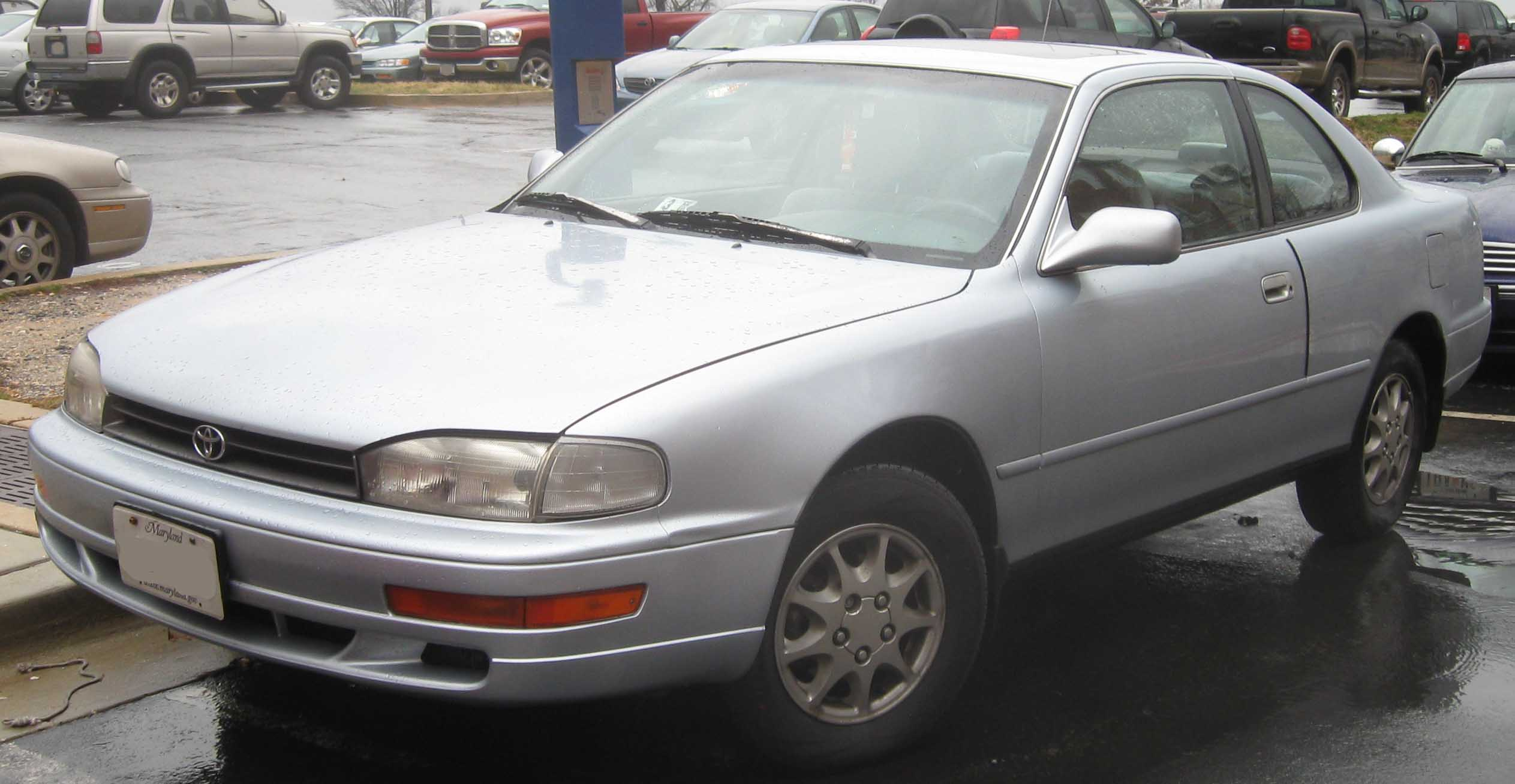
Toyota Camry 3 купе

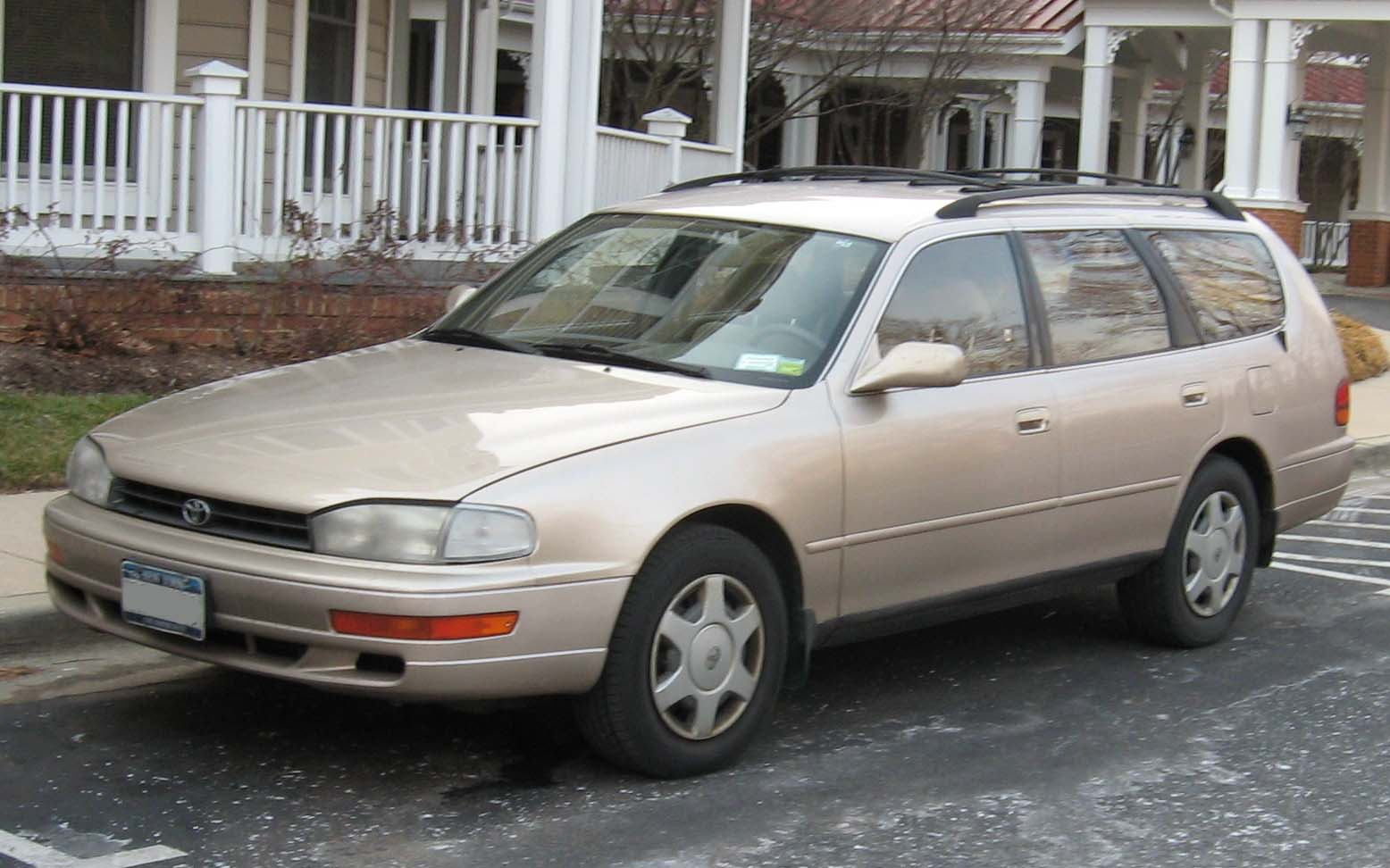
Toyota Camry Wagon

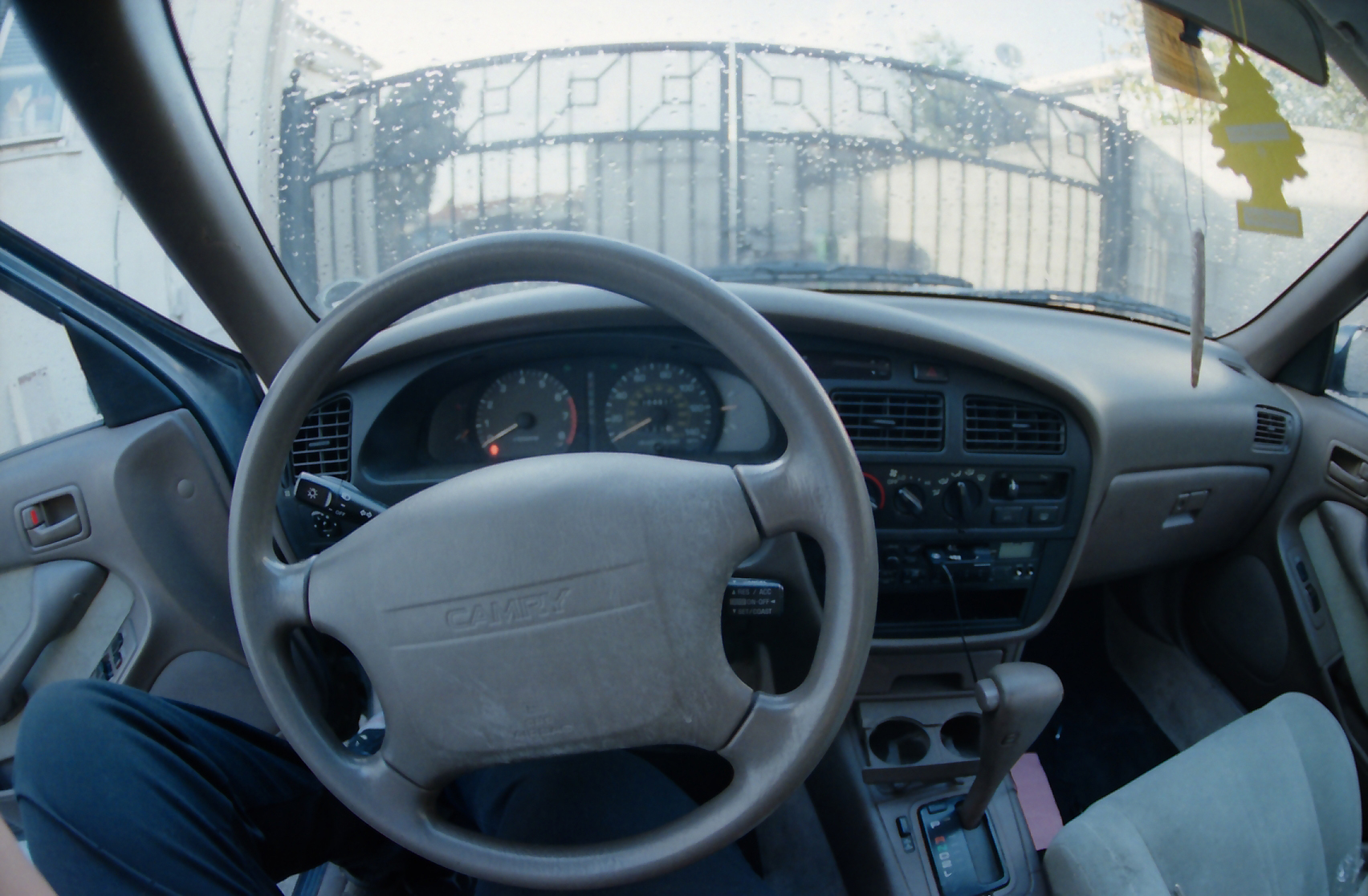
Салон

Третя генерація моделі для світового ринку (1991—1996), що виросла за всіма габаритними параметрами, виглядала як «янкі». Мотори їй покладалися тільки найбільш потужні. Базовим був чотирициліндровий двигун об'ємом 2,2 л і потужністю 130 к.с., а топової була V-подібна «шістка» 3.0 (185 к.с., 264 Нм), з якою седан набирав сотню менш ніж за вісім секунд. П'ятиступінчаістою «механікою» комплектувалися тільки дві модифікації з чотирьох — базова DX і спортивна SE. Останню відрізняли жорсткіша підвіска, відповідні налаштування гідропідсилювача керма, оригінальні легкосплавні диски з шинами збільшеної ширини. У 1995 році Camry зробили підтяжку обличчя, прикрасивши його новою фальшарадіаторною решіткою і головною оптикою, а в списку стандартного устаткування найбагатшої комплектації XLE з'явилася АБС. А ще третє покоління отримало дводверну версію Camry Coupe. Випускалося купе з 1994 по 1997 рік.

#### Двигуни
- 2.2 л 5S-FE I4
- 3.0 л 3VZ-FE V6
- 3.0 л 1MZ-FE V6

#### Версії
| Модель                        | Роки випуску |
| ----------------------------- | ------------ |
| 2.2 GL sedan                  | 1991-1993    |
| 2.2i sedan                    | 1993-1996    |
| 3.0 V6 sedan Automatic        | 1993-1994    |
| 3.0 V6 GX sedan Automatic     | 1994-1996    |
| 2.2 GL estate (station wagon) | 1991-1993    |
| 2.2i estate                   | 1993-1996    |
| 3.0 V6 estate Auto            | 1993-1994    |
| 3.0 V6 GX estate Auto         | 1994-1996    |

### XV20 (четверте покоління, 1996—2001)

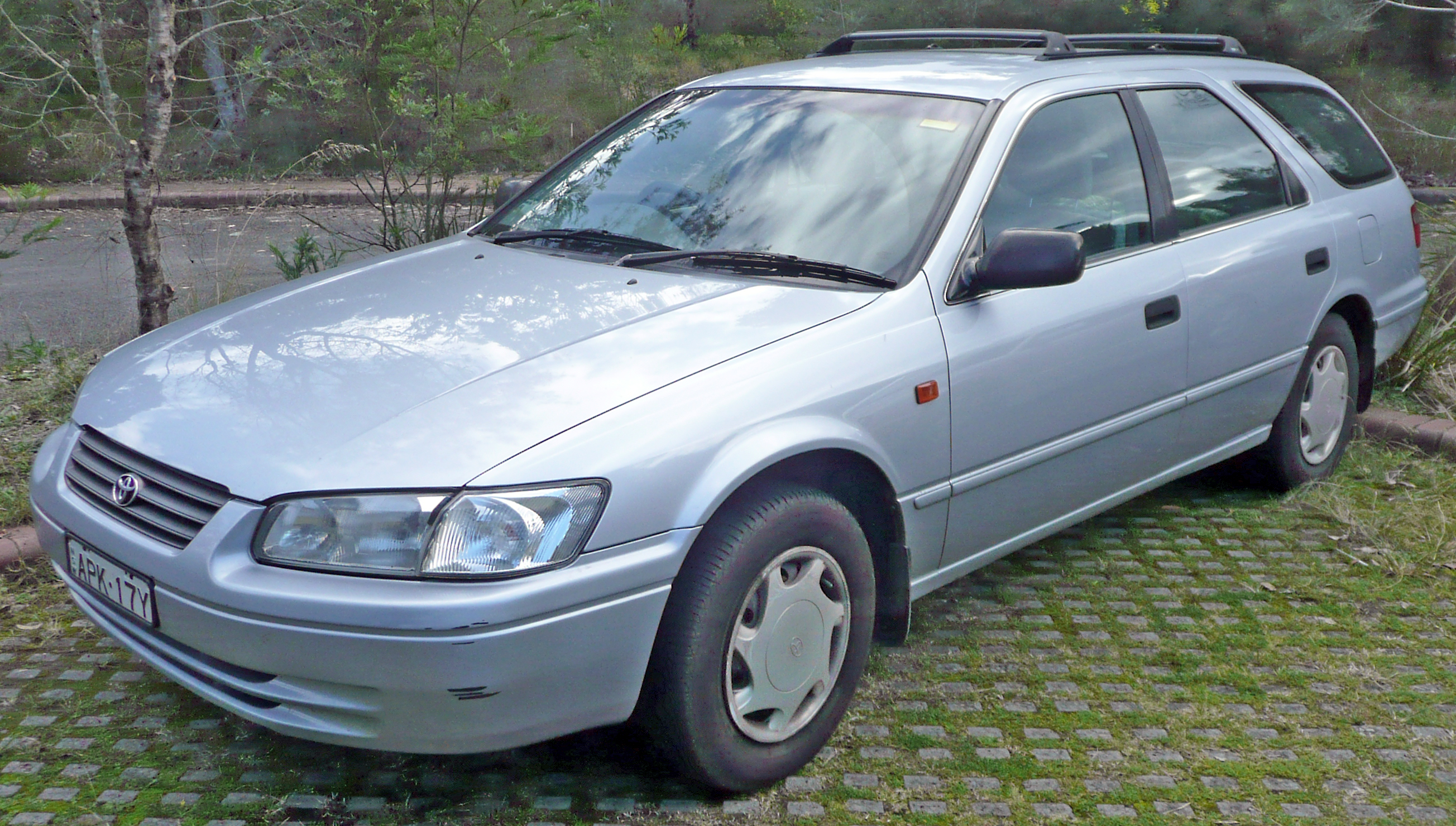
Toyota Camry 4 універсал

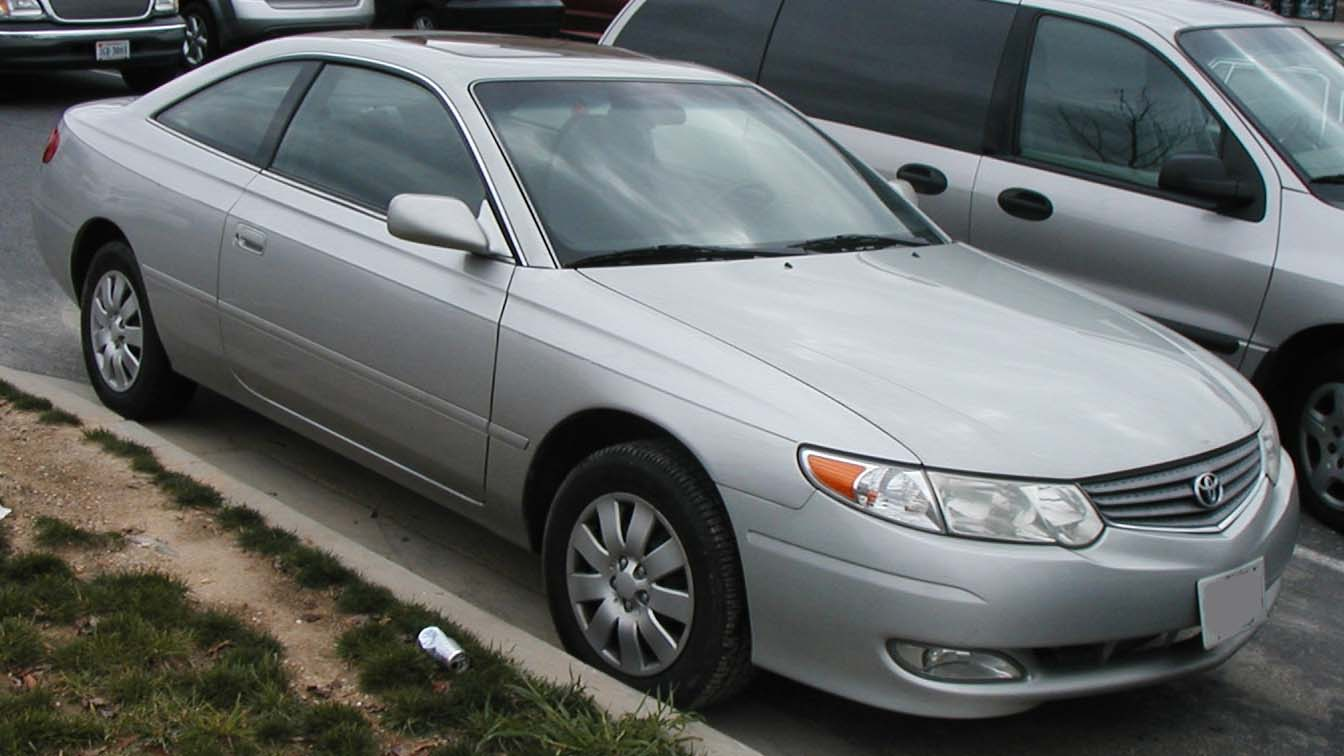
Toyota Camry Solara 1 купе

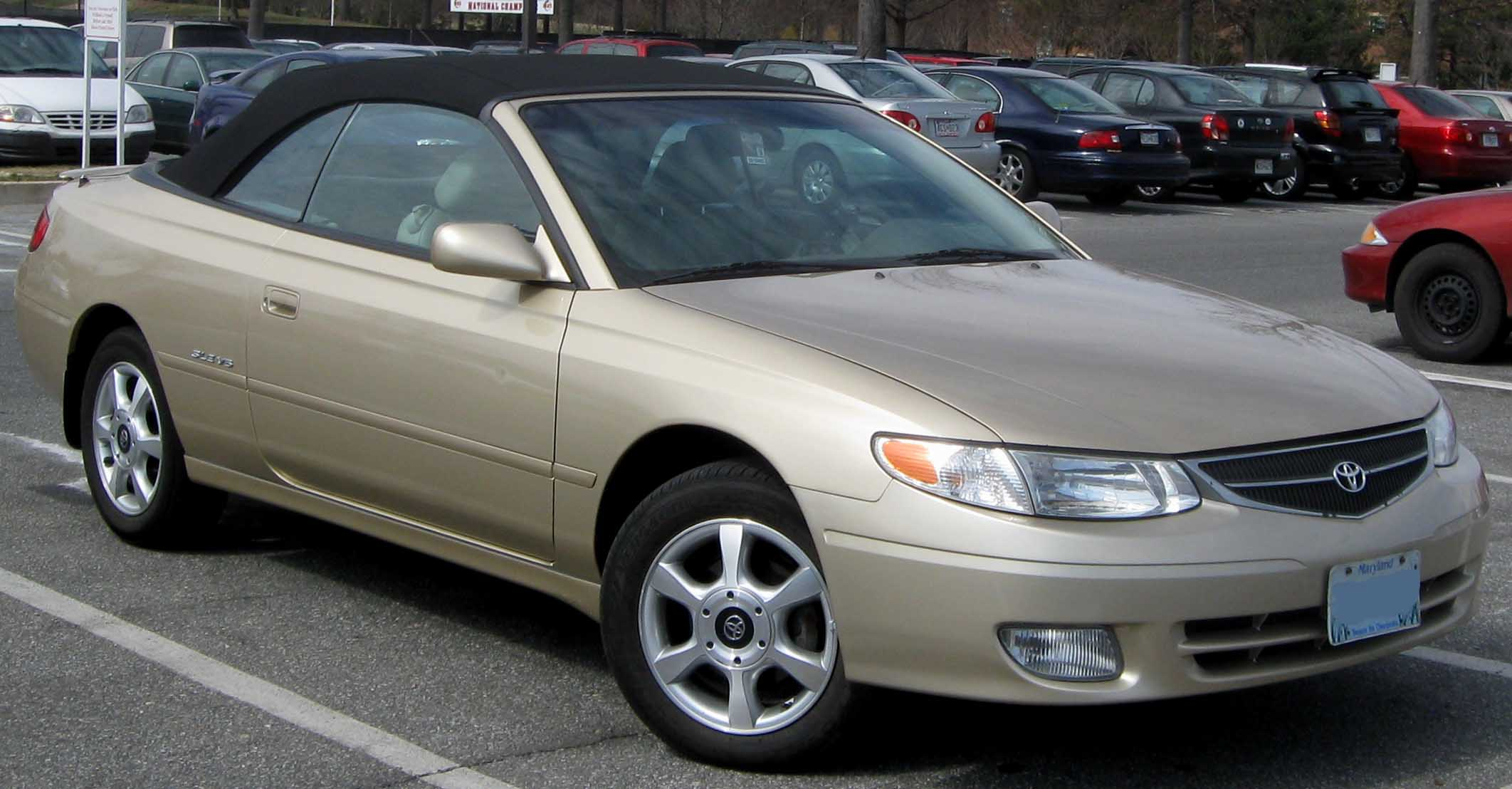
Toyota Camry Solara 1 кабріолет

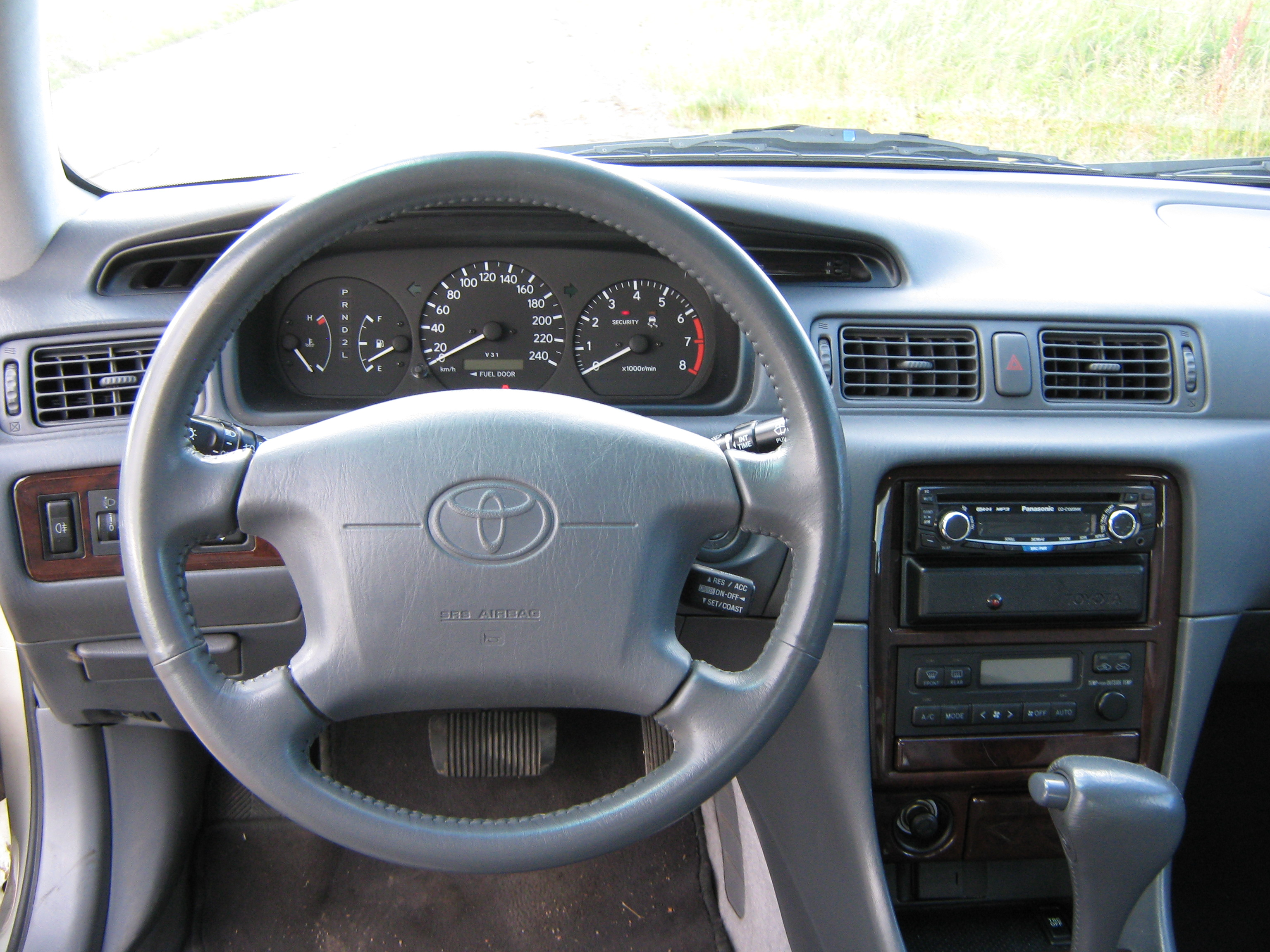
Салон

З 1997 по 2001 рік у Джорджтауні (штат Кентуккі) виготовляється Camry четвертої генерації. «Американська мрія» збільшилася у довжину до 4821 мм, а в ширину — до 1781. Але колісна база в порівнянні з машинами першого покоління збільшилася всього на 70 мм (до 2670). Зміна моделі пішла Camry на користь: зовнішність без біомотивів стала цікавішою, а колишні бензинові мотори стали потужнішими. Так, «четвірка» 2.2 розвивала 133 сили, а «шестірка» 3.0 — цілих 194. Коробки передач не змінилися зовсім. Кардинальних оновлень не було і в конструкції підвісок: стійки McPherson спереду і багатоважільну ззаду просто налаштували на спортивний лад. Зате японці переглянули рівні оснащення: АБС стала стандартним обладнанням для всіх версій, з'явилися як опція бічні подушки безпеки, а протиугінну сигналізацію доповнили імобілайзером двигуна. До речі, через низький попит у США припинився продаж універсала (він був орієнтований на внутрішній ринок Японії, де фігурував як Camry Gracia і Mark II Qualis), зате в 1999 році налагодився випуск купе Camry Solara.

#### Двигуни
- 2.2 л 5S-FE I4 133 к.с.
- 3.0 л 1MZ-FE V6 194 к.с.

### XV30 (п'яте покоління, 2001—2006)

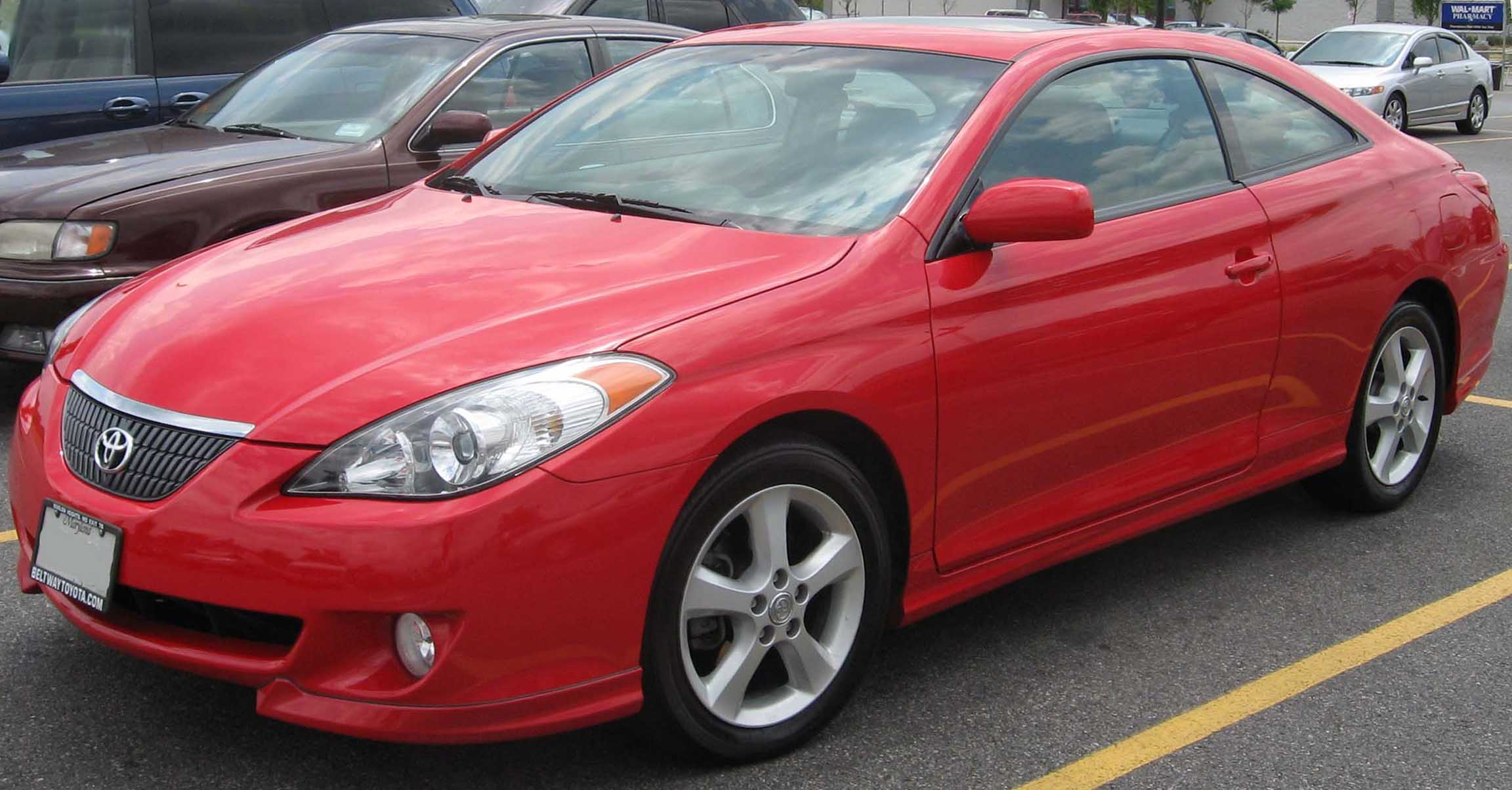
Toyota Camry Solara 2 купе

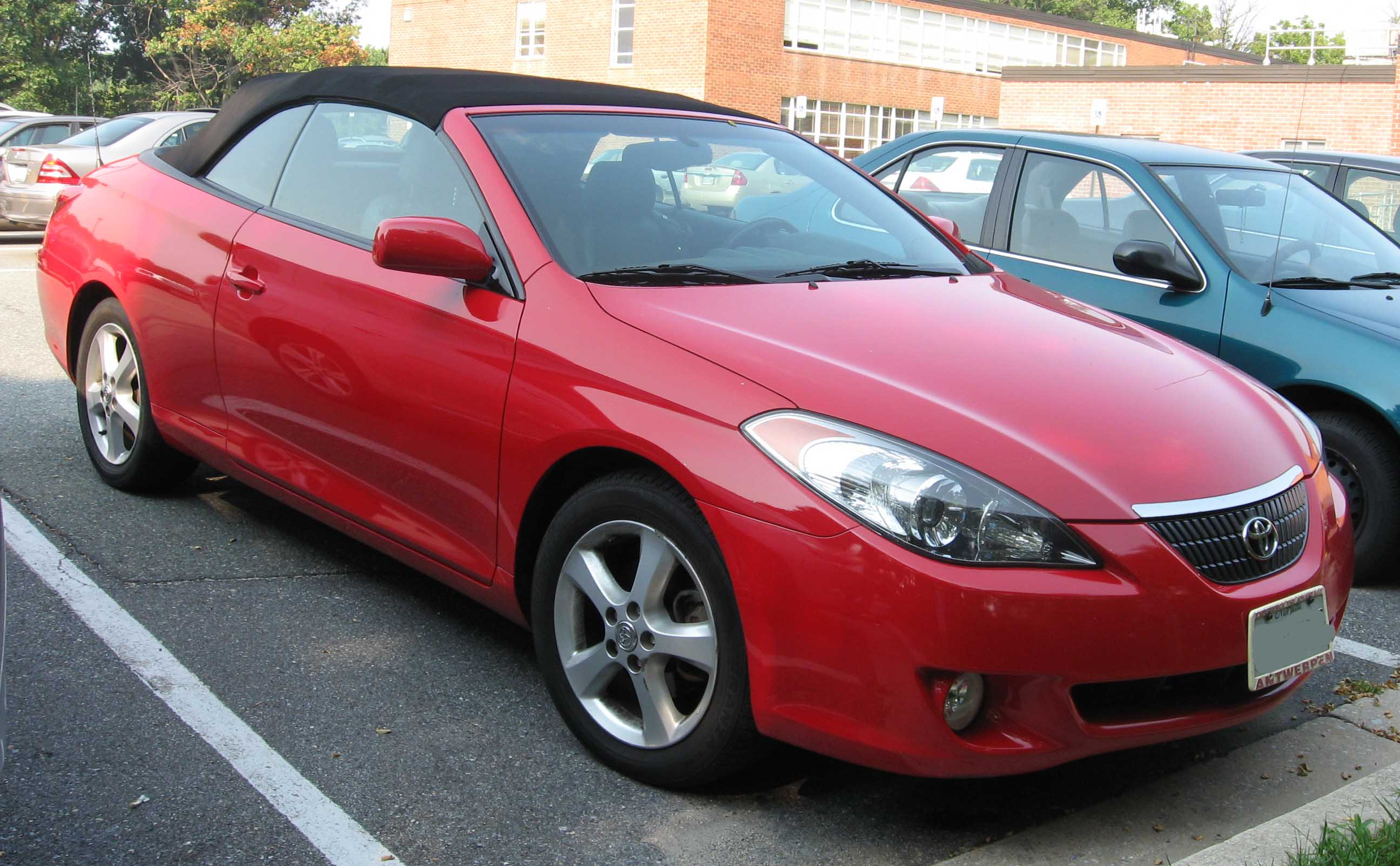
Toyota Camry Solara 2 кабріолет

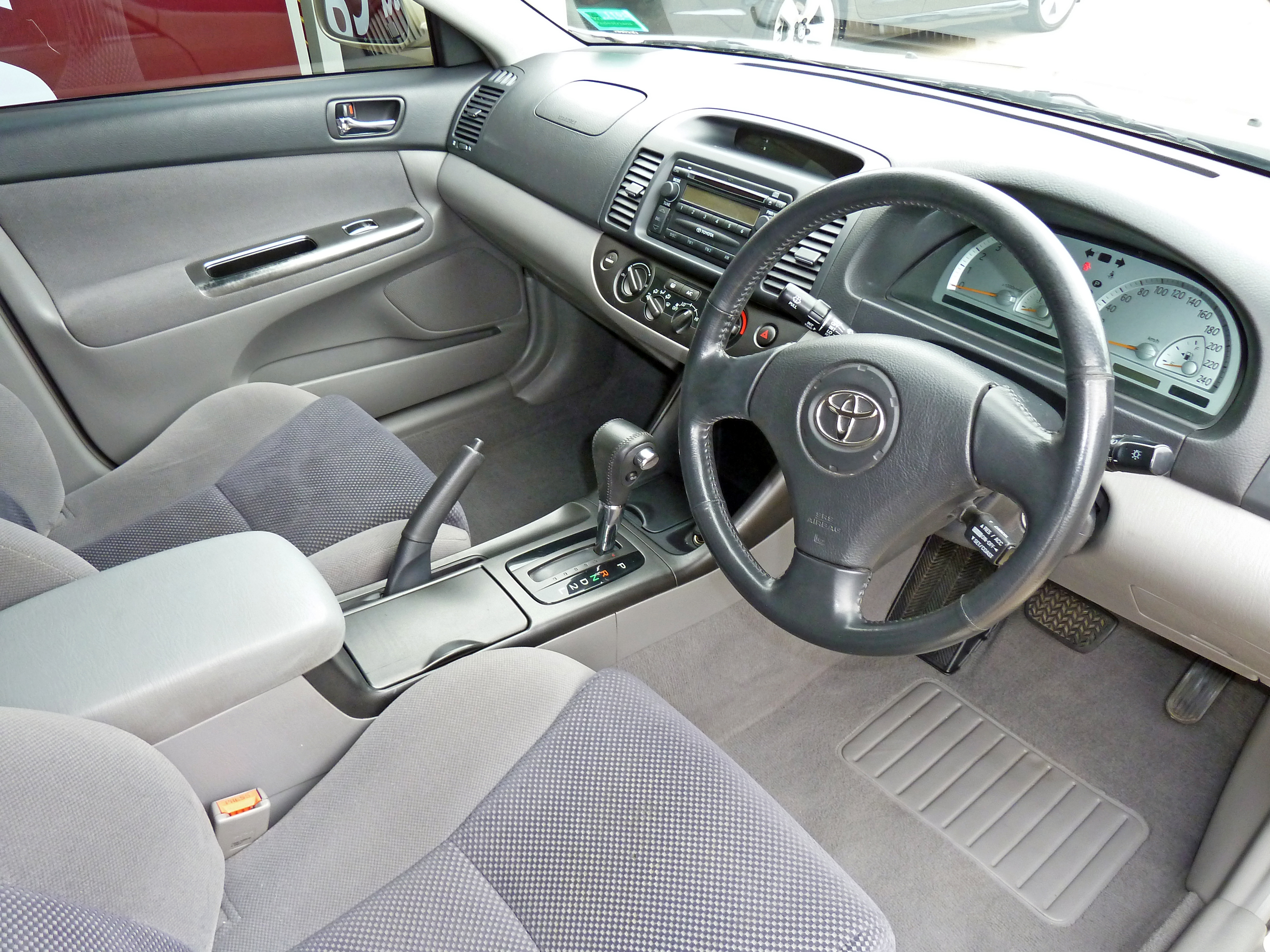
Салон

У вересні 2001 року стартував випуск Camry п'ятого покоління. Абсолютно новий дизайн, повністю перероблений салон (ще вища якість, ще більш дорогий вид). Довжина зменшилася до 4805 мм, зате колісна база збільшилася до 2720. Заслужену «четвірку» 2.2 замінили новою, робочим об'ємом 2,4 л з системою VVT-i (152 к.с., 218 Нм), а колишню трилітрову «шістку» розкочегарили до 210 «коней» (у моделей для Європи і України її потужність дорівнювала 186 силам). Пізніше двигун V6 поступився місцем новому мотору V6 3.3 (225 к.с.). Перші роки машини комплектувалися старими «механікою» і «автоматом». Пізніше Чотиридіапазонну автоматичну коробку замінили п'ятиступінчатою. Передня і задня підвіска типу Макферсон. У Camry з'явилися система стабілізації і бічні надувні «шторки» безпеки. Коефіцієнт аеродинамічного опору дорівнює всього 0,28. Зрозуміло, все це не могло не позначитися на продажах: Toyota увійшла до списку бестселерів США.
Салон в новій Тойоті став просторішим. Таким чином, автомобіль почав відповідати більш високим показникам за якістю матеріалів, використовуваних в обробці салону. У салоні Camry 2,4 л VVT-i використовується високоякісна тканинна обробка, а також шкіряна обробка в якості опції. А для автомобілів з двигуном 3,0 л V6 обробка салону шкірою входить в стандартну комплектацію. Відчуття ексклюзивності салону створюється завдяки використанню шкіряної обробки важеля КПП, хромованим внутрішнім ручкам дверей, а також обробкою під дерево на консолі і панелях управління. Всередині автомобіля дійсно комфортно і затишно. Інтер'єр ретельно продуманий. Це і комфортабельні сидіння, і автоматична система кондиціонування, електричні склопідйомники, чудова звукоізоляція. До речі, в стандартну комплектацію всіх моделей входить клімат-контроль. Однією з інновацій нової Camry є забезпечення водієві кругового огляду. Вітрове скло і бічні дзеркала покриті водовідштовхувальним матеріалом, бічне дзеркало водія з широким кутом огляду має систему підігріву, внутрішнє дзеркало забезпечено системою автоматичного затемнення. Над центральною консоллю встановлений багатофункціональний дисплей. Він відстежує робочі параметри автомобіля, збираю інформацію з бортовою електронної апаратури. На дисплей виводяться всі необхідні водієві дані: час, температура повітря, свідчення маршрутного комп'ютера, в тому числі середній і миттєву витрату палива, середня швидкість і можливий кілометраж на останньому паливі.
Антиблокувальна система (ABS) з електронним розподілом зусилля по колесах (EBD) допомагає Camry зберігати керованість при різкому гальмуванні або при гальмуванні на слизькій поверхні шляхом запобігання втрати зчеплення коліс з дорогою. EBD доповнює ABS, оптимізуючи розподіл гальмівної сили по колесах. Діючи спільно, ці системи запобігають блокуванню коліс і дозволяють об'їжджати перешкоди в процесі гальмування.
Підсилювач екстреного гальмування BA автоматично підвищує ефективність екстреного гальмування, якщо ви швидко загальмували, але недостатньо сильно натиснули на педаль. Ця функція реалізується шляхом вимірювання швидкості переміщення і зусилля на гальмівні педалі і при необхідності подальшого збільшення гальмівного тиску. Така допомога ледь помітна, але незамінна, а ступінь її інтенсивності залежить від дії водія при гальмуванні. Система курсової стійкості (VSC) регулює гальмівне зусилля і потужність двигуна, не допускаючи пробуксування при повороті на слизькій дорозі або при різкому повороті рульового колеса.

#### Двигуни
- 2.4 л 2AZ-FE I4, 157 к.с.
- 3.0 л 1MZ-FE V6, 192 к.с. без VVT-i (2002), 210 к.с. з VVT-i (2003—2006)
- 3.3 л 3MZ-FE V6 SE (2004—2006), 225 к.с.

### XV40 (шосте покоління, 2006—2011)

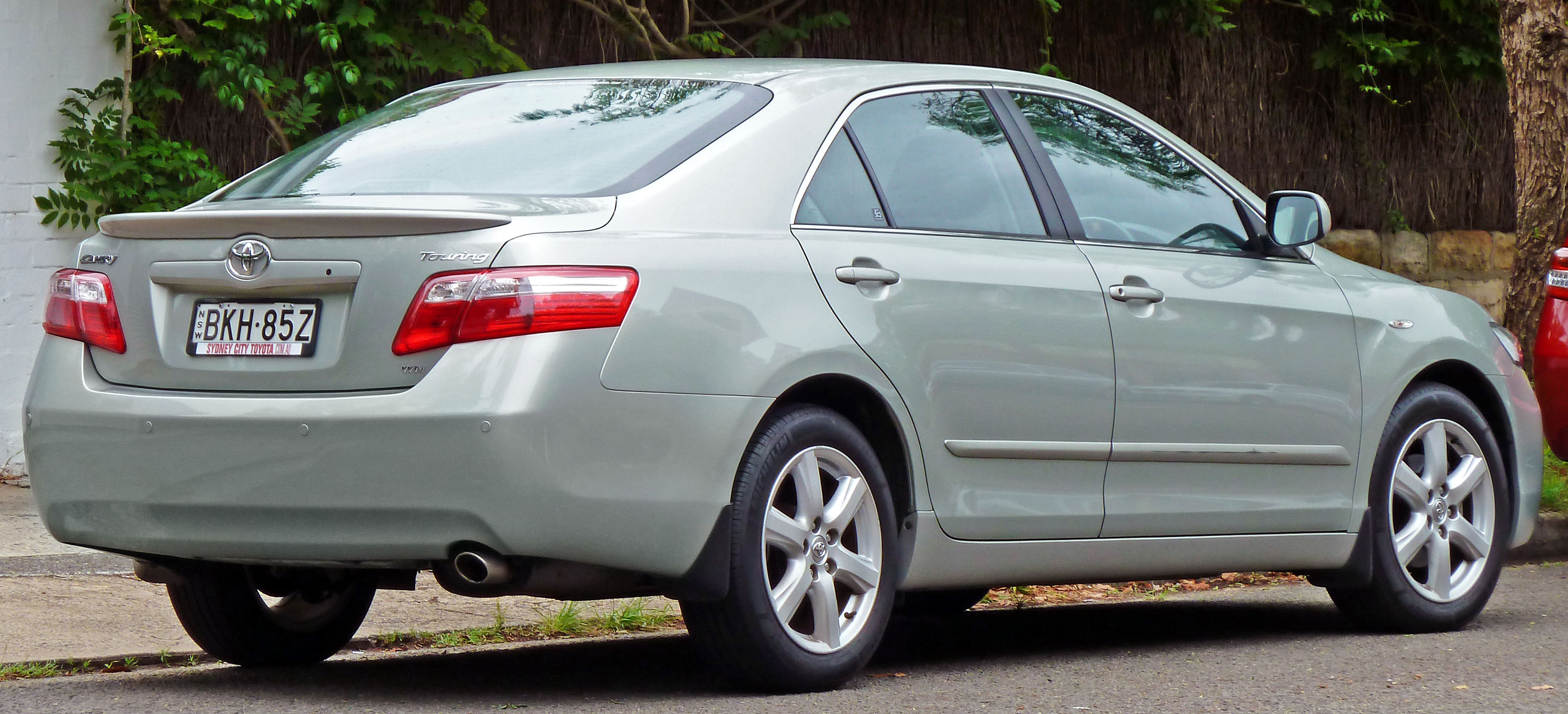
Toyota Camry 6

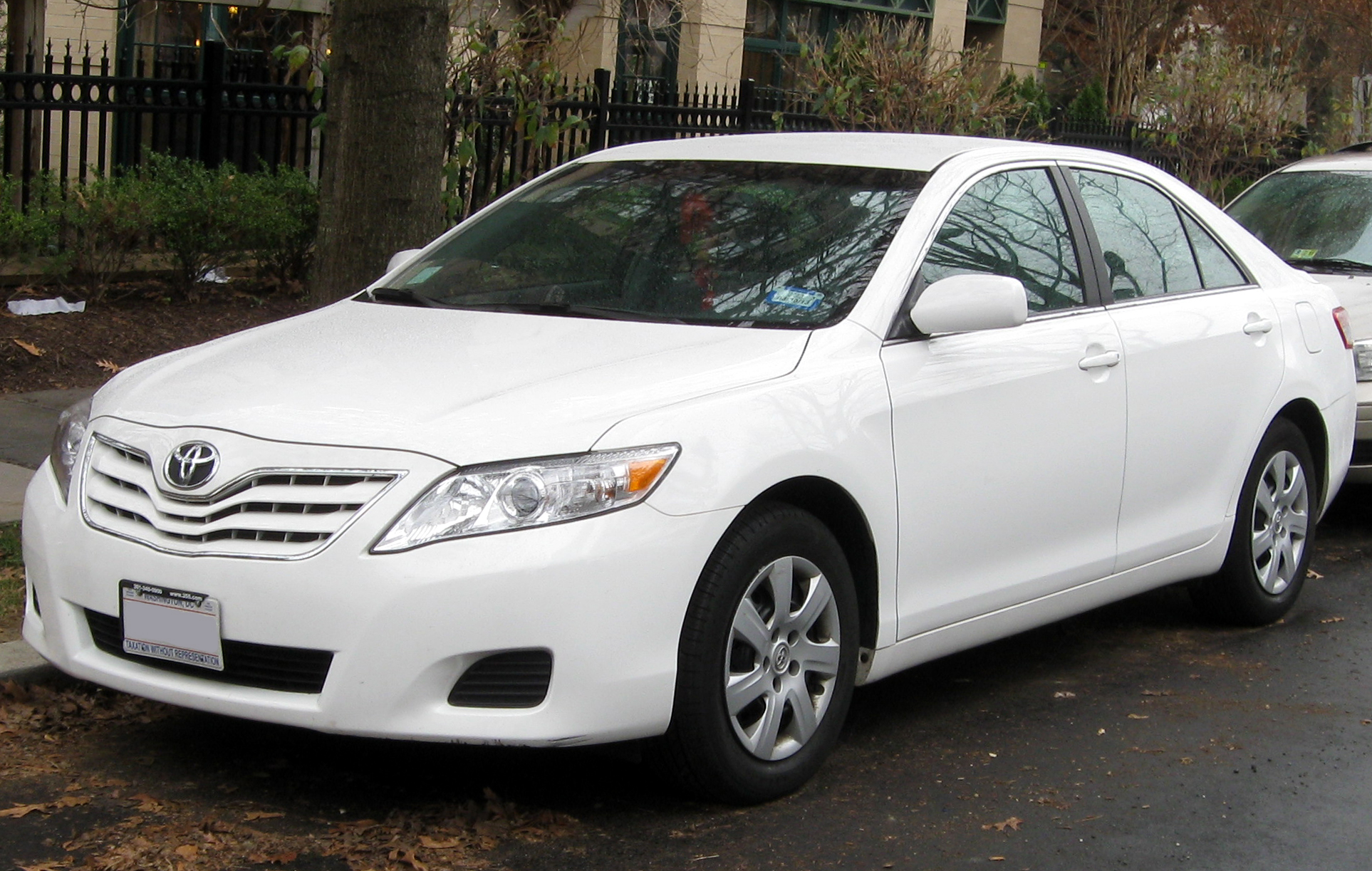
Toyota Camry 6 (2009—2011)

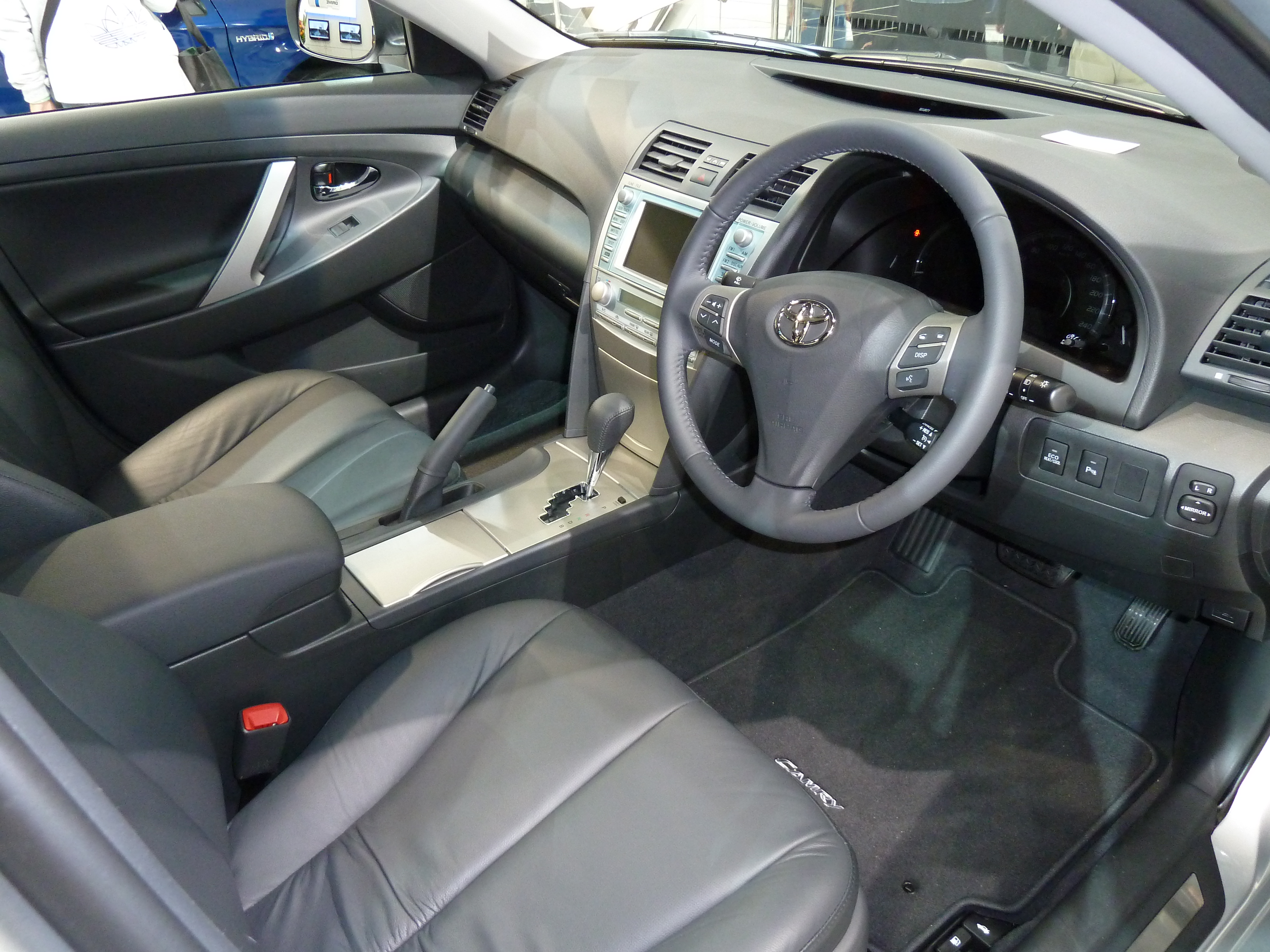
Салон Toyota Camry 6

Шосте покоління випускалося з січня 2006 року по 2011 рік.
В Україні Camry офіційно продається з двигуном 2.4 л з 5-ст. механічною або 5-ст. автомат. або з двигуном 3.5 л з 6-ст. автомат. коробкою передач. Передня і задня підвіска типу Макферсон.
З березня 2006 року випускається Toyota Camry Hybrid. Шосте покоління Toyota Camry — це перше покоління, в якому Camry доступна з гібридною силовою установкою. Camry Hybrid використовує друге покоління гібридного синергетичного приводу і складається з 4-х циліндрового бензинового двигуна спільно з електричним двигуном потужністю 40 к.с. Camry — це третя модель, яку пропонує Тойота з гібридним двигуном. До цього з'явилися Toyota Prius та Toyota Highlander. Офіційно Camry Hybrid продається тільки в Північній Америці та Японії.
У 2010 році седан Camry піддався легкому рестайлінгу. Так, оновлена чотиридверка отримала видозмінені фальшрадиаторні ґрати і передній бампер, з'явилися повторювачі поворотників на бічних дзеркалах, а також хромована смужка на кришці багажника.

#### Двигуни
| Шасі      | Модель | Привід | Двигун                    | Об'єм    | Потужність                                                              | Крутний момент             | Трансмісія                       |
| --------- | ------ | ------ | ------------------------- | -------- | ----------------------------------------------------------------------- | -------------------------- | -------------------------------- |
| Бензинові |        |        |                           |          |                                                                         |                            |                                  |
| XV40      | ACV40  | FWD    | 2.4 L 2AZ-FE Р4           | 2362 см³ | 157 к.с. (117 кВт) (AU) 158 к.с. (118 кВт) (NA) 165 к.с. (123 кВт) (JP) | 218 Нм (AU/NA) 224 Нм (JP) | 5-ст. E351 МКПП 5-ст. U250E АКПП |
| XV40      | ACV45  | AWD    | 2.4 L 2AZ-FE Р4           | 2362 см³ | 157 к.с. (117 кВт) (AU) 158 к.с. (118 кВт) (NA) 165 к.с. (123 кВт) (JP) | 218 Нм (AU/NA) 224 Нм (JP) | 4-ст. U241E АКПП                 |
| XV40      | AHV40  | FWD    | 2.4 L 2AZ-FXE Р4 (hybrid) | 2362 см³ | 188 к.с. (140 кВт) (AU) 187 к.с. (139 кВт) (NA)                         | -                          | e-CVT P311 АКПП                  |
| XV40      | ASV40  | FWD    | 2.5 L 2AR-FE Р4           | 2494 см³ | 169 к.с. (126 кВт)                                                      | 167 Нм                     | 6-ст. EB62 МКПП 6-ст. U760E АКПП |
| XV40      | ASV40  | FWD    | 2.5 L 2AR-FE Р4           | 2494 см³ | 178 к.с. (133 кВт)                                                      | 171 Нм                     | 6-ст. EB62 МКПП 6-ст. U760E АКПП |
| XV40      | GSV40  | FWD    | 3.5 L 2GR-FE V6           | 3456 см³ | 268 к.с. (200 кВт)                                                      | 336 Нм                     | 6-ст. U660E АКПП                 |

### XV50 (сьоме покоління, 2011—2017)

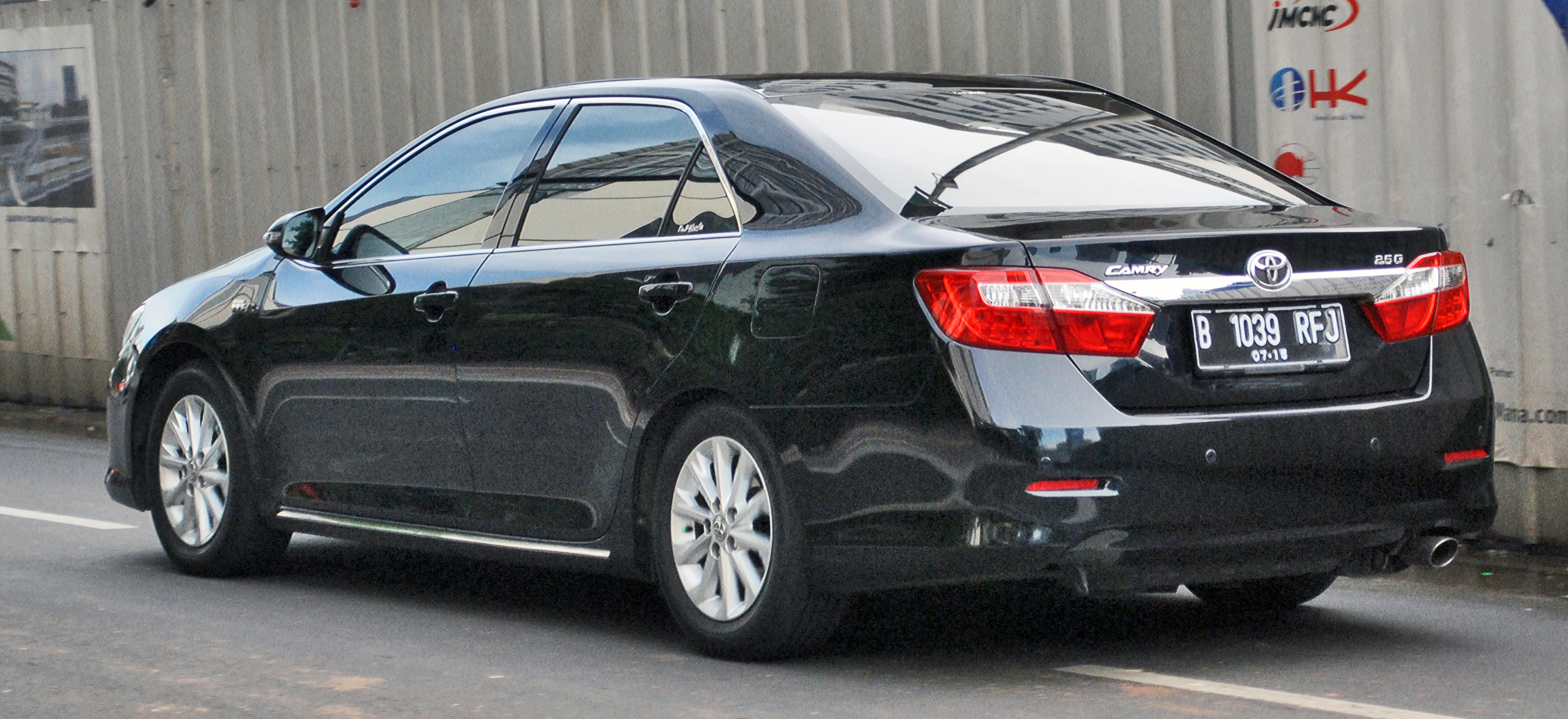
Toyota Camry 7 седан (для ринку України, Японії і Росії, 2011—2014)

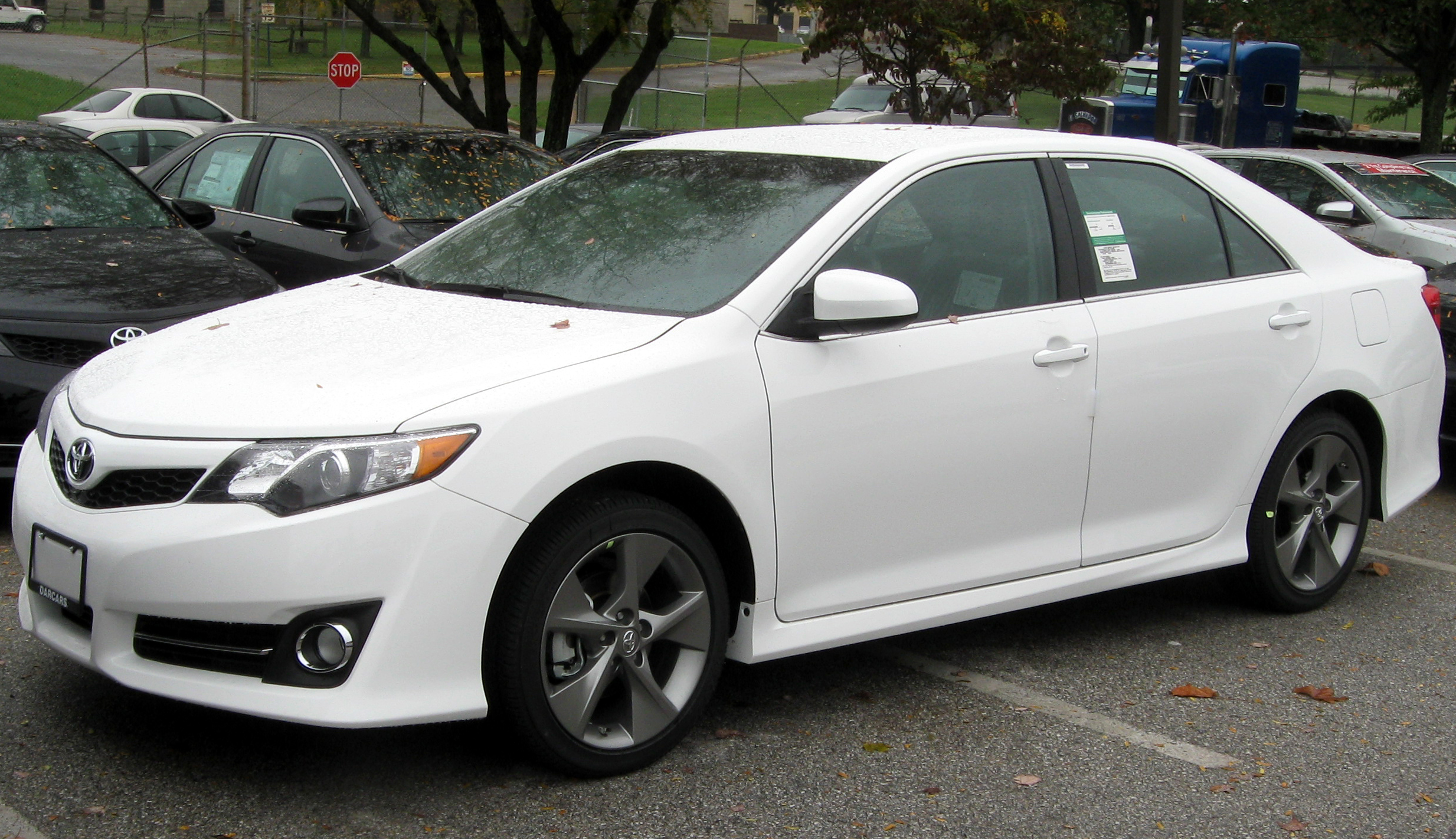
Toyota Camry 7 седан (для ринку США, 2011—2014)

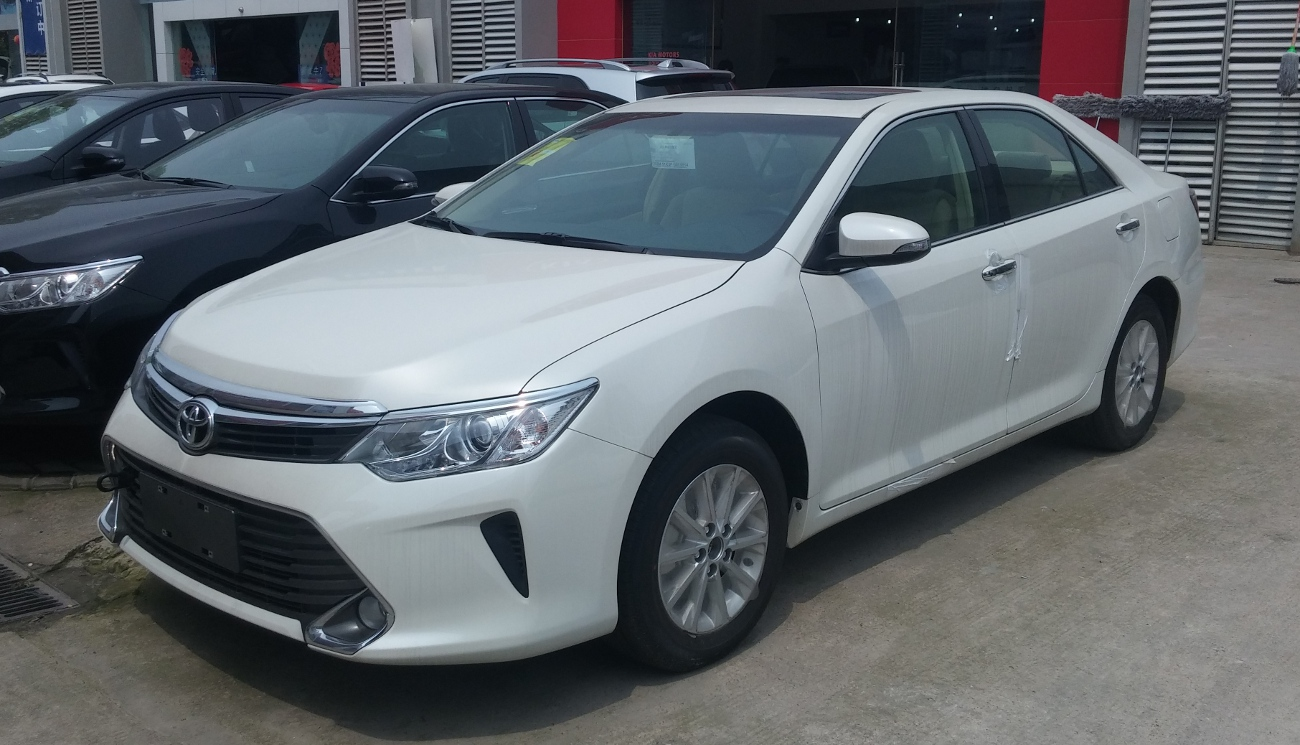
Toyota Camry 7 седан (для світового ринку, з 2014)

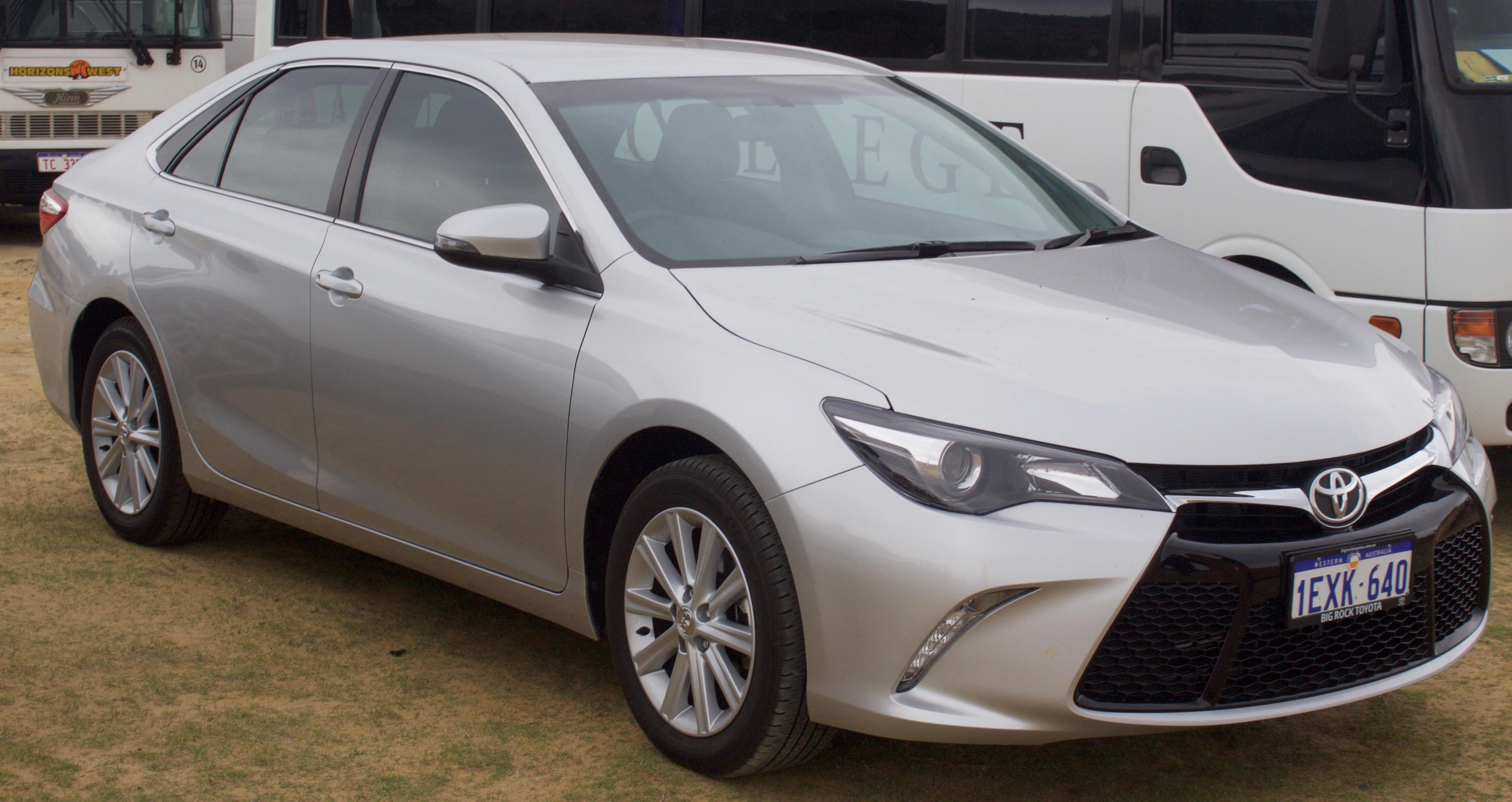
Toyota Camry 7 седан (для ринку США, з 2014)

У 2011 році представлена Toyota Camry сьомого покоління, яка випускалася до 2017 року. Платформу зі стійками McPherson «по колу» і електромеханічним підсилювачем на рульовому валу седан VX50 успадкував від попередника і ділив з кросовером Highlander. Підвіска Toyota Camry традиційно незалежна зі стійками Макферсон на всіх чотирьох колесах, досить жорстко налаштована. Якщо Camry попередніх поколінь пропонували для внутрішнього ринку, в тому числі і повнопривідні варіанти, то в даному поколінні передбачений тільки передній привід.
Автомобіль пропонується в трьох версіях для японського ринку, для ринку США і для європейського ринку. Ці моделі відрізняються одна від одної зовнішнім виглядом і оснащенням.
Рівні оздоблення включають L, LE, SE, XLE, SE V6, XLE V6, Hybrid LE, Hybrid XLE і до 2014 року модель Hybrid SE. Всі моделі, крім гібридів, обладнуються з шестиступінчатою автоматичною трансмісією. Немає механічних трансмісій. Гібриди оснащені варіатором eCVT. Нова модель збільшила економію палива завдяки легшій масі, більш гладкому корпусу та низькопрофільним шинам.
В 2014 році модель оновили, як для ринку США, так і для світового ринку (відтепер моделі для ринку Європи і Японії однакові та мають заводський індекс VX55). Підвіска була переналаштована (Camry отримала нові амортизатори з більш м'якими настройками), додано більше шумоізоляції, та деякі елементи управління зроблені більш зрозумілими. Модель XSE також була оновлена, а моделі Hybrid вперше стали доступні в новій спортивній комплектації SE і XSE. Після модернізації модель для США отримала інший кузов і почала позначатися VX60.

#### Двигуни
| Модель     | Код     | Циліндри/Клапани | Об'єм    | Потужність                        | Крутний момент        | Vмакс      | Роки випуску |
| ---------- | ------- | ---------------- | -------- | --------------------------------- | --------------------- | ---------- | ------------ |
| Бензинові  |         |                  |          |                                   |                       |            |              |
| 2.0        | 1AZ-FE  | Р4/16            | 1998 см³ | 148 к.с. (110 кВт) при 6000 об/хв | 190 Нм при 4000 об/хв | 190 км/год | з 2012       |
| 2.5        | 2AR-FE  | Р4/16            | 2494 см³ | 180 к.с. (133 кВт) при 6000 об/хв | 231 Нм при 4100 об/хв | 210 км/год | з 2011       |
| 2.5 Hybrid | 2AR-FXE | Р4/16            | 2494 см³ | 200 к.с. (149 кВт) при 5700 об/хв | 213 Нм при 4500 об/хв | 180 км/год | з 2012       |
| 3.5        | 2GR-FE  | V6/24            | 3456 см³ | 249 к.с. (183 кВт) при 6200 об/хв | 311 Нм при 4700 об/хв | 210 км/год | з 2012       |
| 3.5        | 2GR-FE  | V6/24            | 3456 см³ | 277 к.с. (204 кВт) при 6200 об/хв | 346 Нм при 4700 об/хв | 210 км/год | з 2011       |

### XV70 (восьме покоління, 2017—2024)

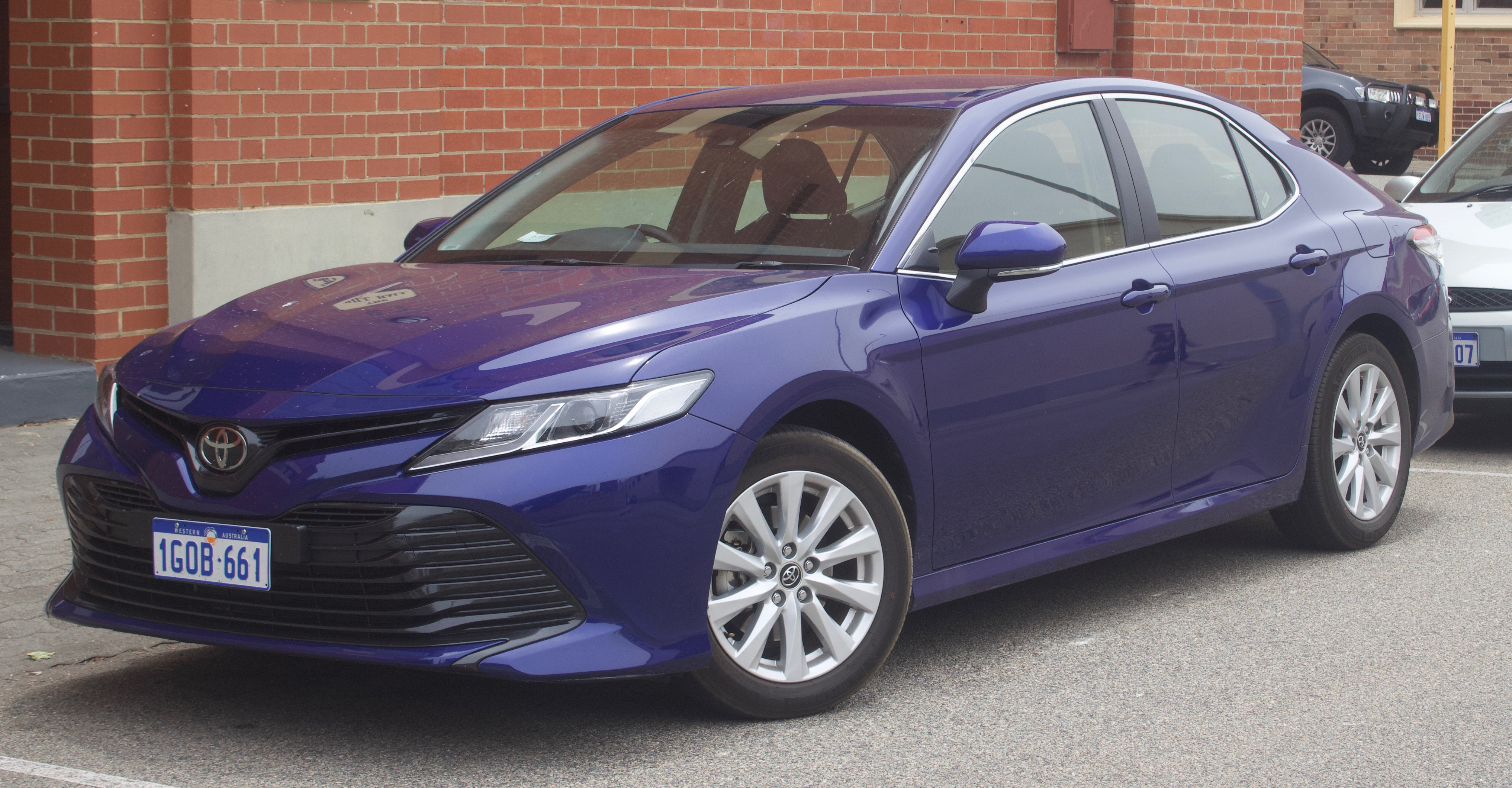
Toyota Camry Ascent (XV70)

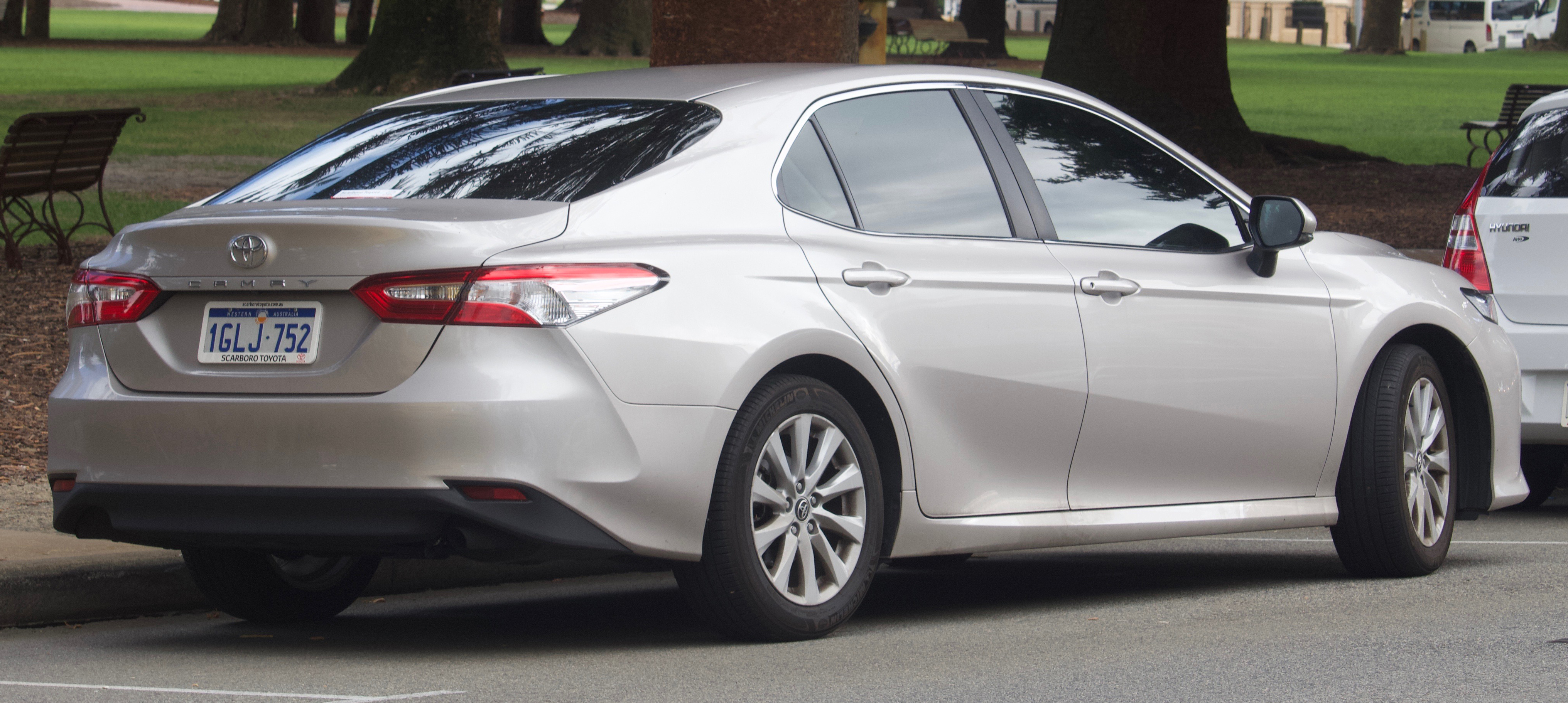
Toyota Camry 8

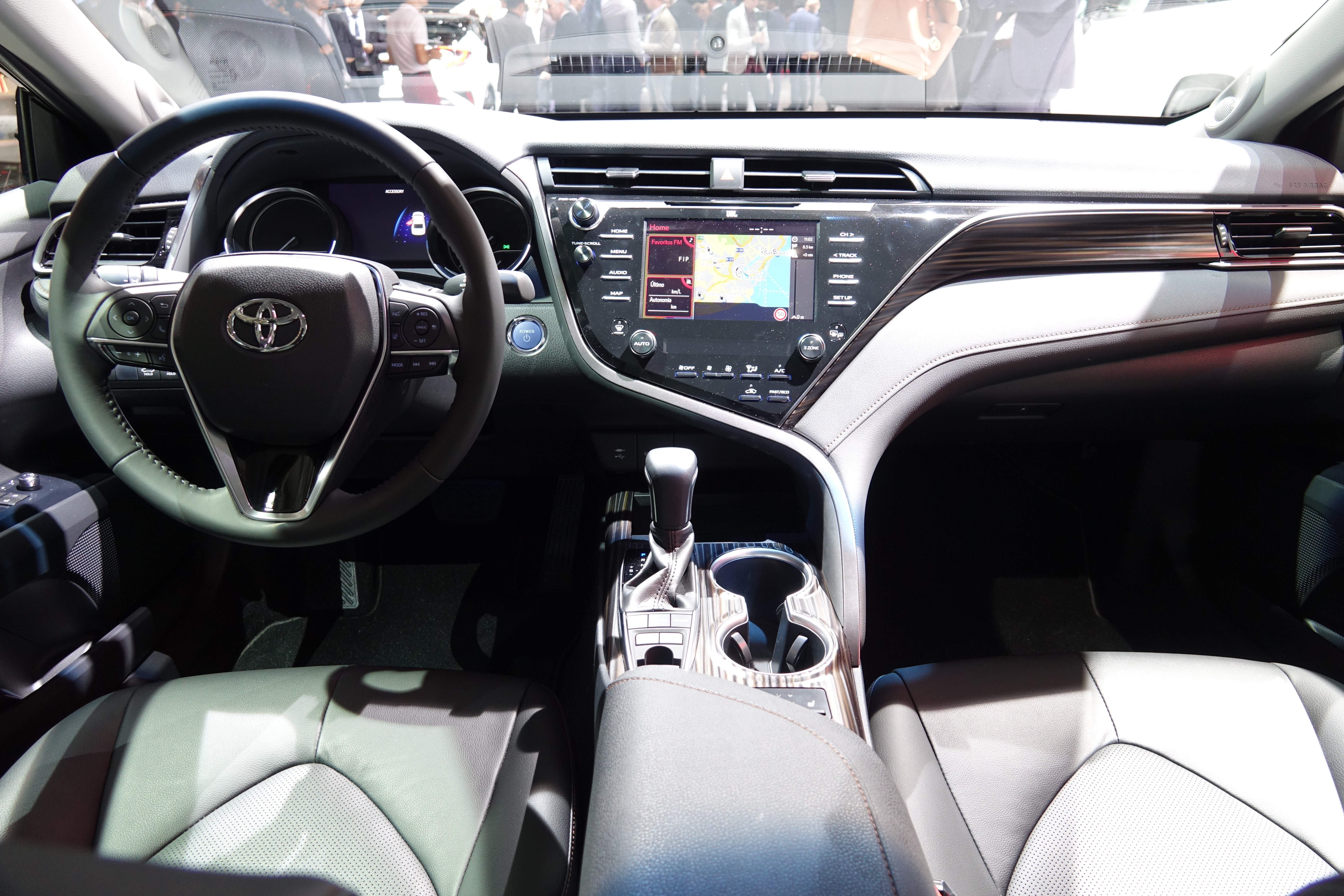
Салон Toyota Camry 8

В січні 2017 року на автосалоні в Детройті представлена Toyota Camry восьмого покоління. Автомобіль збудовано на новій платформі Toyota New Global Architecture (TNGA). Підвіска розроблена з нуля для платформи GA-K: спереду — стійки McPherson, ззаду — багатоважільна підвіска. На відміну від колишнього покоління Camry, на новій машині електропідсилювач рульового механізму фірми JTEKT розташований на рейці, а не на рульовому валу. Широке застосування високоміцних і надміцних сталей дозволило не тільки скоротити масу кузова на чверть, але також збільшити його жорсткість на кручення на 30 %. У тому числі завдяки використанню лазерного зварювання.
Кемрі надійшла в продаж в США в третьому кварталі 2017 року з двигунами 2.5 Р4 A25A-FKS, 3.5 V6 2GR-FKS і 2.5 Р4 A25A-FKS hybrid.
На машині дебютувала поліпшена мультимедійна система Toyota Entune 3.0 з оновленням карт, функцією віддаленого управління, виходом в інтернет 4G LTE і хот-спотом Wi-Fi для п'яти пристроїв. Камера заднього виду, система стабілізації і десять ейрбегів — «в базі». Заявлена більша жорсткість кузова за рахунок збільшеної частки високоміцної сталі. Задні стійки McPherson старої моделі замінені на незалежну підвіску на подвійних поперечних важелях. Рівень вібрацій вдалося знизити завдяки новій системі кріплення мотора на чотирьох точках.
У базове оснащення седана входить комплекс безпеки Toyota Safety Sense-P. Це означає автоматичне гальмування з детекцією пішоходів, адаптивний круїз контроль з радаром, що працює в усьому діапазоні швидкостей, контроль за розміткою з асистентом руху по смузі, моніторинг сліпих зон дзеркал і трафіку ззаду, а також автоматичне перемикання дальнього світла.
За версією експертів з Focus2move, седан Toyota Camry став найбільш продаваним середньорозмірним автомобілем у світі за підсумками 2022 року. За рік було реалізовано 671735 авто цієї моделі.

#### Двигуни
- 2.0 л I4 6AR-FSE 150 к.с., 192 Нм (Росія)
- 2.0 л I4 6AR-FSE 165 к.с. (Китай)
- 2.0 л I4 6AR-FBS (Таїланд)
- 2.5 л I4 A25A-FKS 203—208 к.с. 249 Нм
- 2.5 л I4 2AR-FE 181 к.с., 231 Нм (Східна Європа)
- 2.5 л I4 A25A-FKB I4 (Таїланд)
- 3.5 л V6 2GR-FKS 301 к.с. 362 Нм
- 3.5 л V6 2GR-FKS 249 к.с. 356 Нм (Росія)
- 2.5 л I4 Hybrid A25A-FXS 178 к.с. 221 Нм + електродвигун 120 к.с. 202 Нм, сумарно 318 к.с.

### XV80 (дев’яте покоління, 2024—наш час)

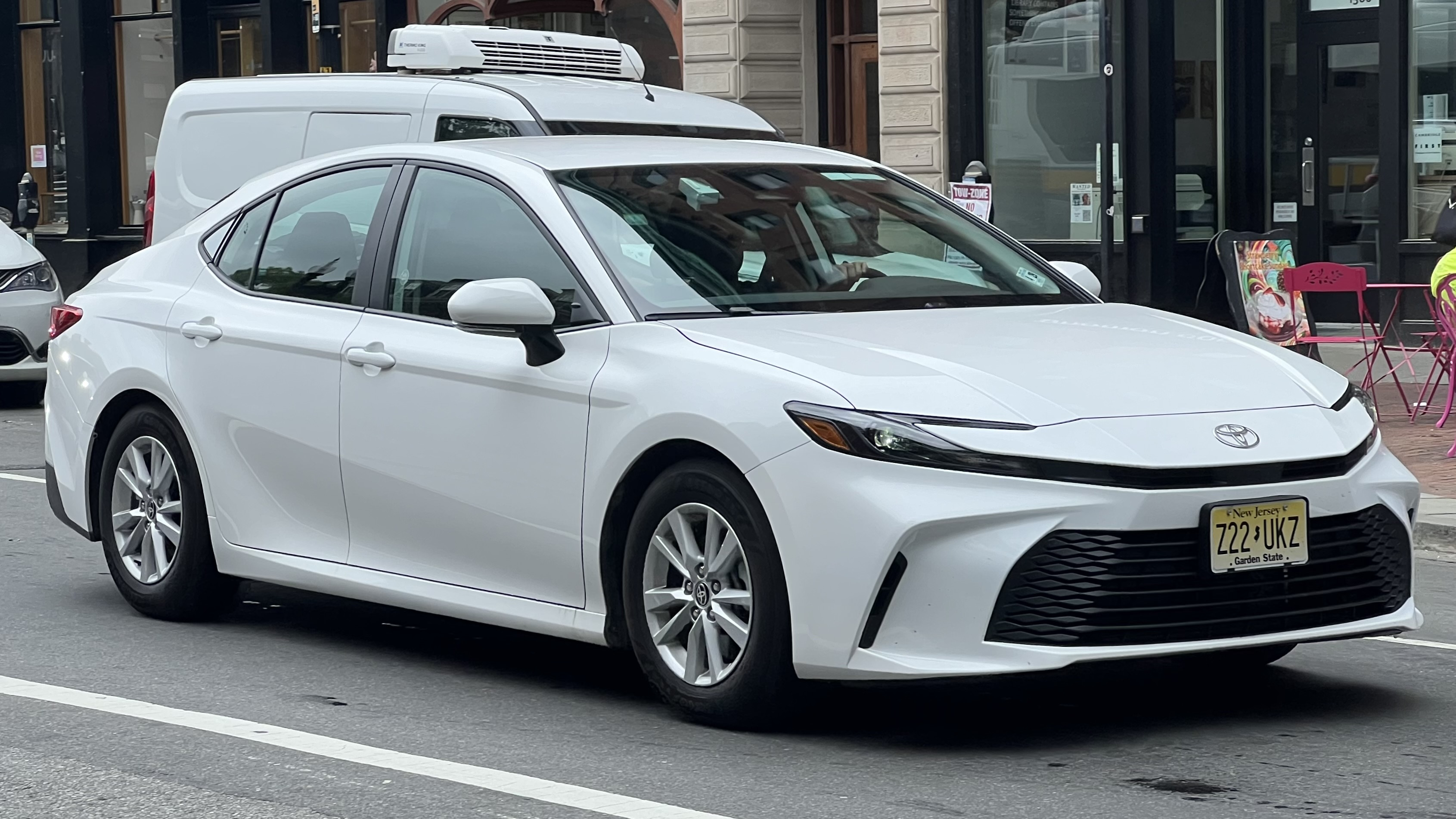
Toyota Camry IX

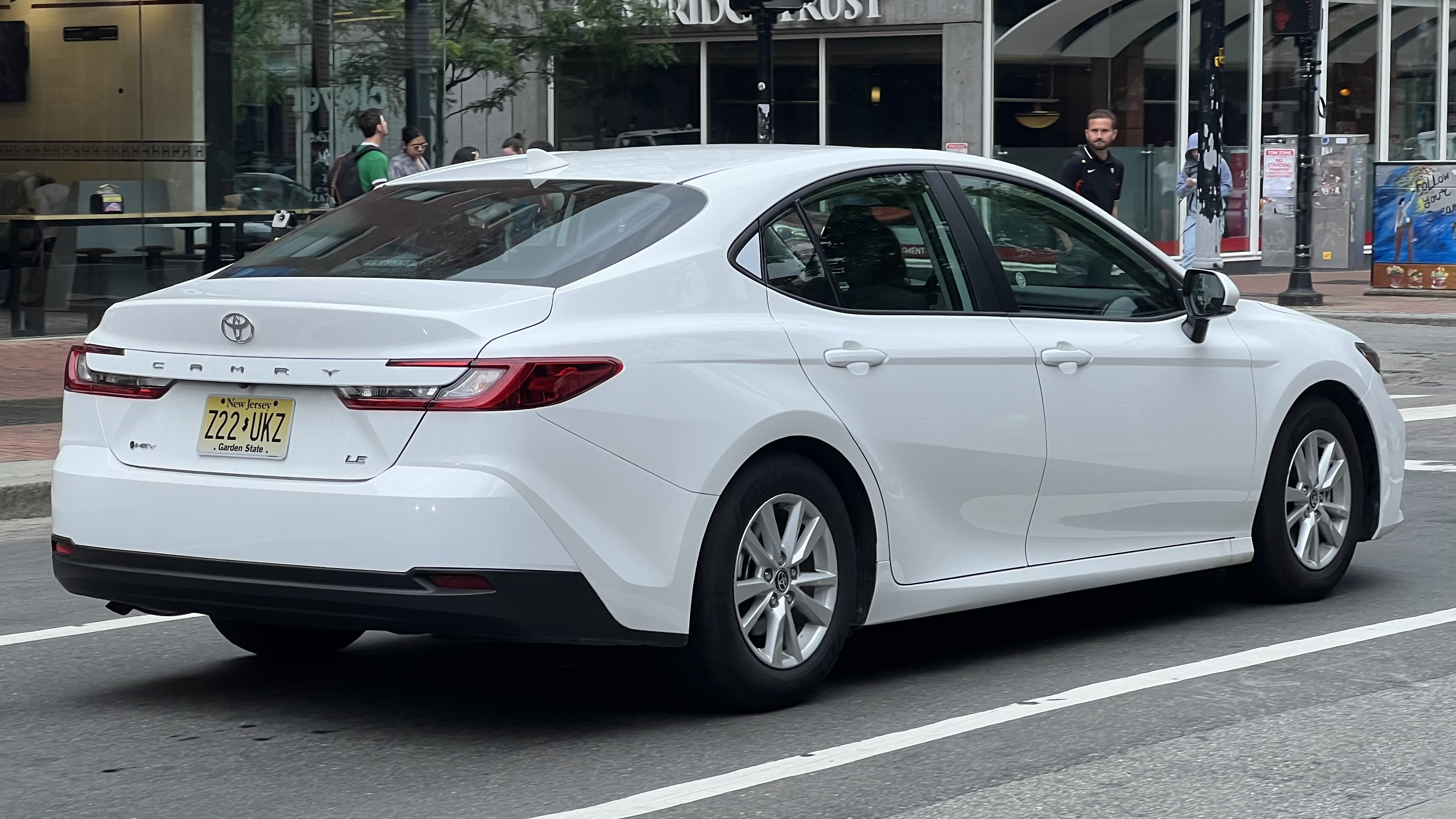

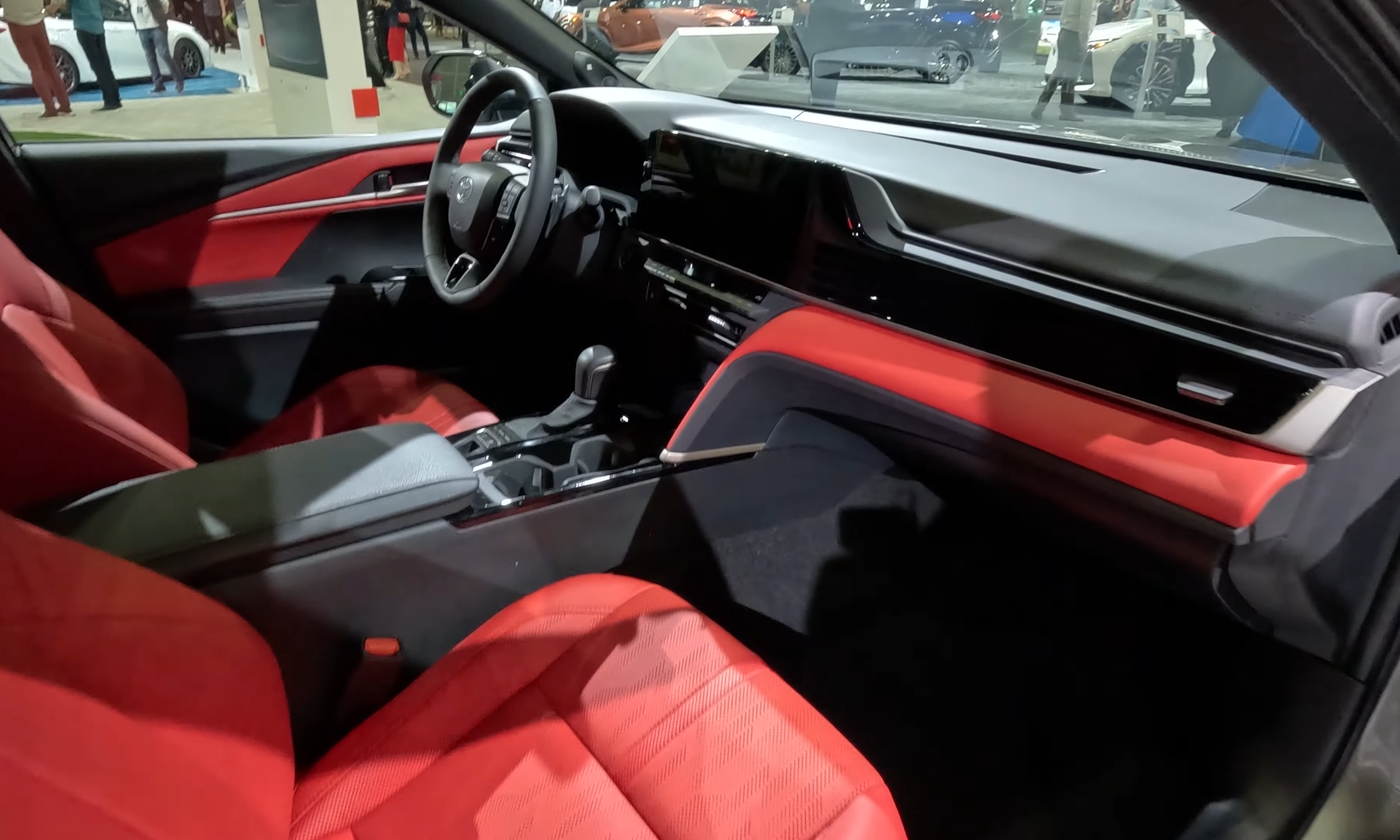

Дев’яте покоління Camry було представлено 14 листопада 2023 року, і вперше всі версії Camry постачаються стандартно з гібридною силовою установкою та додатковим повним приводом; V6 не пропонуватиметься. Модель буде доступна в чотирьох комплектаціях: LE, SE, XLE і XSE.
Збільшено розміри сенсорного екрану аудіо-мультимедійної системи. Версії LE і SE стандартно оснащені 8,0-дюймовим сенсорним екраном, тоді як 12,3-дюймовий сенсорний екран доступний для SE, а також стандартно для моделей XLE і XSE. Автомобіль оснащено оновленою аудіо-мультимедійною системою Toyota, яка дебютувала на XK70 серії Tundra, і набором передових систем допомоги водієві Toyota Safety Sense (TSS) 3.0.
XV80 Camry не буде доступний у Японії через падіння продажів XV70 Camry.

#### Двигуни
hybrid:
- 2.5 L A25A-FXS I4 228 к.с. (FWD)
- 2.5 L A25A-FXS I4 235 к.с. (AWD)
- 2.0 L M20F-FXS I4 (Китай, MXVH80L)

Бензиновий:
- 2.0 L M20C-FKS I4 (Китай, MXVA80L)

## Продажі
| Країна    | 1980    | 1981    | 1982    | 1983    | 1984    | 1985    | 1986    | 1987    | 1988    | 1989    |
| --------- | ------- | ------- | ------- | ------- | ------- | ------- | ------- | ------- | ------- | ------- |
| США       |         |         |         | 52,651  | 93,725  | 128,143 | 151,767 | 186,623 | 225,322 | 255,252 |
|           | 1990    | 1991    | 1992    | 1993    | 1994    | 1995    | 1996    | 1997    | 1998    | 1999    |
| США       | 283,042 | 262,531 | 284,751 | 297,836 | 319,718 | 326,632 | 357,359 | 394,397 | 427,308 | 445,696 |
|           | 2000    | 2001    | 2002    | 2003    | 2004    | 2005    | 2006    | 2007    | 2008    | 2009    |
| Канада    |         |         |         |         |         |         |         |         |         | 15,524  |
| США       | 422,961 | 388,512 | 434,145 | 413,296 | 426,990 | 431,703 | 448,445 | 473,108 | 436,617 | 356,824 |
|           | 2010    | 2011    |         |         |         |         |         |         |         |         |
| Австралія | 25,014  | 19,169  |         |         |         |         |         |         |         |         |
| Канада    | 12,251  | 12,334  |         |         |         |         |         |         |         |         |
| США       | 327,804 | 308,510 |         |         |         |         |         |         |         |         |